# Élections municipales de 2014 dans le Finistère
Les élections municipales dans le Finistère se sont déroulées les 23 et 30 mars 2014.

## Maires sortants et maires élus
La gauche recule en s'inclinant à Bourg-Blanc, Camaret-sur-Mer, Elliant, Lannilis, Moëlan-sur-Mer, Plabennec, Plouescat, Plougonvelin, Plougonven, Pluguffan, Pont-l'Abbé, Quimper, Rosporden et Scaër. Elle se maintient à Brest, la préfecture du département et enregistre des succès à Lesneven, Névez, Plobannalec-Lesconil, Plomelin, Plougasnou, Plouguerneau et Quimperlé. L'UDI conserve Carantec, Plomeur, Ploénour-Lanvern, tandis que le MoDem ne conserve plus que Plogonnec. Les régionalistes du MPB sont reconduits à Carhaix-Plouguer.
| Commune                   | Population | Maire sortant             | Parti | Parti | Maire élu                 | Parti | Parti |
| ------------------------- | ---------- | ------------------------- | ----- | ----- | ------------------------- | ----- | ----- |
| Bannalec                  | 5 513      | Yves André                |       | PS    | Yves André                |       | PS    |
| Bénodet                   | 3 392      | Christian Pennanech       |       | DVD   | Christian Pennanech       |       | DVD   |
| Bohars                    | 3 437      | Armel Gourvil             |       | DVD   | Armel Gourvil             |       | DVD   |
| Bourg-Blanc               | 3 402      | Jean-Paul Berthouloux     |       | DVG   | Bernard Gibergues         |       | DVD   |
| Brest                     | 140 547    | François Cuillandre       |       | PS    | François Cuillandre       |       | PS    |
| Briec                     | 5 441      | Jean-Paul Le Pann         |       | PS    | Jean-Hubert Petillon      |       | PS    |
| Camaret-sur-Mer           | 2 618      | Nadine Servant            |       | DVG   | François Sénéchal         |       | DVD   |
| Carantec                  | 3 129      | Jean-Guy Gueguen          |       | UDI   | Jean-Guy Gueguen          |       | UDI   |
| Carhaix-Plouguer          | 7 541      | Christian Troadec         |       | MBP   | Christian Troadec         |       | MBP   |
| Châteaulin                | 5 217      | Gaëlle Nicolas            |       | UMP   | Gaëlle Nicolas            |       | UMP   |
| Châteauneuf-du-Faou       | 3 650      | Christian Ménard          |       | UMP   | Jean-Pierre Rolland       |       | UMP   |
| Cléder                    | 3 844      | Gérard Danielou           |       | UMP   | Gérard Danielou           |       | UMP   |
| Clohars-Carnoët           | 4 072      | Jacques Juloux            |       | DVG   | Jacques Juloux            |       | DVG   |
| Combrit                   | 3 620      | Jean-Claude Dupré         |       | DVG   | Jacques Beaufils          |       | DVG   |
| Concarneau                | 18 826     | André Fidelin             |       | UMP   | André Fidelin             |       | UMP   |
| Crozon                    | 7 751      | Daniel Moysan             |       | DVD   | Daniel Moysan             |       | DVD   |
| Douarnenez                | 14 815     | Philippe Paul             |       | UMP   | Philippe Paul             |       | UMP   |
| Elliant                   | 3 206      | François Le Saux          |       | PS    | René Le Baron             |       | UDI   |
| Ergué-Gabéric             | 8 144      | Hervé Herry               |       | DVD   | Hervé Herry               |       | DVD   |
| Fouesnant                 | 9 143      | Roger Le Goff             |       | UMP   | Roger Le Goff             |       | UMP   |
| Gouesnach                 | 2 568      | Michel Simon              |       | DVD   | Gildas Gicquel            |       | DVD   |
| Gouesnou                  | 6 024      | Michel Phelep             |       | DVD   | Stéphane Roudaut          |       | DVD   |
| Guilers                   | 7 430      | Pierre Ogor               |       | DVD   | Pierre Ogor               |       | DVD   |
| Guilvinec                 | 2 934      | Jean-Luc Tanneau          |       | UMP   | Jean-Luc Tanneau          |       | UMP   |
| Guipavas                  | 13 414     | Alain Queffélec           |       | PS    | Gurwan Moal               |       | DVG   |
| La Forêt-Fouesnant        | 3 300      | Raymond Peres             |       | DVD   | Patrice Valadou           |       | DVD   |
| Landéda                   | 3 603      | Christian Tréguer         |       | DVG   | Christine Chevalier       |       | DVG   |
| Landerneau                | 15 148     | Patrick Leclerc           |       | UMP   | Patrick Leclerc           |       | UMP   |
| Landivisiau               | 9 176      | Georges Tigreat           |       | UMP   | Laurence Claisse          |       | UMP   |
| Lannilis                  | 5 320      | Claude Guiavarc'h         |       | PS    | Jean-François Tréguer     |       | DVD   |
| Le Conquet                | 2 688      | Xavier Jean               |       | DVD   | Xavier Jean               |       | DVD   |
| Le Folgoët                | 3 101      | Bernard Tanguy            |       | DVD   | Bernard Tanguy            |       | DVD   |
| Le Relecq-Kerhuon         | 10 849     | Yohann Nédélec            |       | PS    | Yohann Nédélec            |       | PS    |
| Lesneven                  | 7 125      | Jean-Yves Le Goff         |       | DVD   | Claudie Balcon            |       | DVG   |
| Locmaria-Plouzané         | 4 816      | Viviane Godebert          |       | DVD   | Viviane Godebert          |       | DVD   |
| Loctudy                   | 4 069      | Joël Piété                |       | DVD   | Christine Zamuner         |       | DVD   |
| Loperhet                  | 3 616      | François Collec           |       | PS    | Jean-Paul Morvan          |       | PS    |
| Melgven                   | 3 354      | Michelle Le Breton-Helwig |       | DVG   | Michelle Le Breton-Helwig |       | DVG   |
| Mellac                    | 2 696      | Bernard Pelleter          |       | PS    | Bernard Pelleter          |       | PS    |
| Milizac                   | 3 148      | François Guiavarc'h       |       | DVG   | Bernard Quillevere        |       | DVG   |
| Moëlan-sur-Mer            | 6 981      | Nicolas Morvan            |       | PS    | Marcel Le Pennec          |       | DVD   |
| Morlaix                   | 15 549     | Agnès Le Brun             |       | UMP   | Agnès Le Brun             |       | UMP   |
| Névez                     | 2 754      | Gérard Martin             |       | DVD   | Albert Hervet             |       | PS    |
| Penmarch                  | 5 664      | Jacqueline Lazard         |       | PS    | Raynald Tanter            |       | DVG   |
| Plabennec                 | 8 244      | Jean-Luc Bleunven         |       | DVG   | Marie-Annick Creac'hcadec |       | DVD   |
| Pleuven                   | 2 630      | Jean Loaec                |       | PS    | Christian Rivière         |       | DVG   |
| Pleyben                   | 3 687      | Annie Le Vaillant         |       | DVD   | Annie Le Vaillant         |       | DVD   |
| Pleyber-Christ            | 3 085      | Thierry Piriou            |       | DVG   | Thierry Piriou            |       | DVG   |
| Plobannalec-Lesconil      | 3 374      | Alain Lucas               |       | MoDem | Frédéric Le Loc'h         |       | DVG   |
| Plogonnec                 | 3 056      | Christian Kéribin         |       | MoDem | Christian Kéribin         |       | MoDem |
| Plomelin                  | 4 129      | Franck Pichon             |       | DVD   | Jean-Paul Le Dantec       |       | DVG   |
| Plomeur                   | 3 770      | Léa Laurent               |       | UDI   | Ronan Credou              |       | DVD   |
| Plonéour-Lanvern          | 5 929      | Michel Canévet            |       | UDI   | Michel Canévet            |       | UDI   |
| Plouarzel                 | 3 663      | André Talarmin            |       | UMP   | André Talarmin            |       | UMP   |
| Ploudalmézeau             | 6 288      | Marguerite Lamour         |       | UMP   | Marguerite Lamour         |       | UMP   |
| Ploudaniel                | 3 670      | Joël Marchadour           |       | UMP   | Joël Marchadour           |       | UMP   |
| Plouédern                 | 2 783      | Jacques Refloch           |       | PS    | Bernard Goalec            |       | PS    |
| Plouescat                 | 3 603      | Jean Le Duff              |       | DVG   | Daniel Jacq               |       | MoDem |
| Plougasnou                | 3 159      | Yvon Tanguy               |       | UDI   | Nathalie Bernard          |       | PS    |
| Plougastel-Daoulas        | 13 264     | Dominique Cap             |       | UMP   | Dominique Cap             |       | UMP   |
| Plougonvelin              | 3 828      | Israël Bacor              |       | DVG   | Bernard Gouerec           |       | DVD   |
| Plougonven                | 3 307      | André Prigent             |       | PS    | Yvon Le Cousse            |       | DVD   |
| Plouguerneau              | 6 373      | André Lesven              |       | MoDem | Yannig Robin              |       | DVG   |
| Plouhinec                 | 4 114      | Jean-Claude Hamon         |       | DVD   | Bruno Le Port             |       | DVD   |
| Plouigneau                | 4 799      | Rollande Le Houerou       |       | DVD   | Rollande Le Houerou       |       | DVD   |
| Plourin-lès-Morlaix       | 4 372      | Jacques Brigant           |       | PS    | Guy Pennec                |       | PS    |
| Plouvien                  | 3 700      | Christian Calvez          |       | DVD   | Christian Calvez          |       | DVD   |
| Plouvorn                  | 2 794      | Jean-Claude Marc          |       | DVD   | François Palut            |       | DVD   |
| Plouzané                  | 11 928     | Bernard Rioual            |       | PS    | Bernard Rioual            |       | PS    |
| Plozévet                  | 2 985      | Pierre Plouzennec         |       | PS    | Pierre Plouzennec         |       | PS    |
| Pluguffan                 | 3 616      | Dominique Closier         |       | PS    | Alain Decourchelle        |       | DVD   |
| Pont-Aven                 | 2 840      | Isabelle Biseau           |       | DVD   | Jean-Marie Lebret         |       | DVD   |
| Pont-de-Buis-lès-Quimerch | 3 887      | Roger Mellouët            |       | PS    | Roger Mellouët            |       | PS    |
| Pont-l'Abbé               | 8 432      | Daniel Couïc              |       | PS    | Thierry Mavic             |       | UMP   |
| Quimper                   | 63 235     | Bernard Poignant          |       | PS    | Ludovic Jolivet           |       | UMP   |
| Quimperlé                 | 12 156     | Alain Pennec              |       | DVD   | Michaël Quernez           |       | PS    |
| Rédené                    | 2 870      | Jean Lomenech             |       | DVD   | Jean Lomenech             |       | DVD   |
| Riec-sur-Bélon            | 4 115      | Sébastien Miossec         |       | PS    | Sébastien Miossec         |       | PS    |
| Roscoff                   | 3 594      | Joseph Séïté              |       | DVD   | Joseph Séïté              |       | DVD   |
| Rosporden                 | 7 334      | Gilbert Monfort           |       | PS    | Christine Le Tennier      |       | DVD   |
| Saint-Évarzec             | 3 539      | André Guillou             |       | DVD   | André Guillou             |       | DVD   |
| Saint-Martin-des-Champs   | 4 714      | René Fily                 |       | PS    | François Hamon            |       | PS    |
| Saint-Pol-de-Léon         | 6 804      | Nicolas Floc'h            |       | DVD   | Nicolas Floc'h            |       | DVD   |
| Saint-Renan               | 7 612      | Bernard Foricher          |       | DVD   | Gilles Mounier            |       | DVD   |
| Saint-Thégonnec           | 2 666      | Yvon Abiven               |       | DVG   | Solange Creignou          |       | PS    |
| Saint-Yvi                 | 2 813      | Jacques François          |       | PS    | Jacques François          |       | PS    |
| Scaër                     | 5 331      | Paulette Perez            |       | DVG   | Jean-Yves Le Goff         |       | DVD   |
| Taulé                     | 2 948      | Annie Hamon               |       | PS    | Annie Hamon               |       | PS    |
| Trégunc                   | 6 905      | Jean-Claude Sacré         |       | PS    | Olivier Bellec            |       | PS    |

### Résultats en nombre de maires
| Partis       | Partis                               | Maires sortants | Maires élus | Évolution     |
| ------------ | ------------------------------------ | --------------- | ----------- | ------------- |
|              | Divers droite                        | 27              | 34          | 7             |
|              | Union pour un mouvement populaire    | 14              | 16          | 2             |
|              | Union des démocrates et indépendants | 4               | 3           | 1             |
|              | Mouvement démocrate                  | 3               | 2           | 1             |
| Total droite | Total droite                         | 48              | 55          | 7             |
|              | Parti socialiste                     | 27              | 20          | 7             |
|              | Divers gauche                        | 13              | 13          | en stagnation |
|              | Mouvement Bretagne et progrès        | 1               | 1           | en stagnation |
| Total gauche | Total gauche                         | 41              | 34          | 7             |
| Total        | Total                                | 89              | 89          | -             |

## Résultats dans les communes de plus de3 000 habitants

### Bannalec
- Maire sortant : Yves André (PS)
- 29 sièges à pourvoir au conseil municipal (population légale 2011 : 5 513 habitants)
- 4 sièges à pourvoir au conseil communautaire (CA Quimperlé Communauté)

|                          | Yves André*    | PS             | 1 892 | 78,73  | 26 | 4 |  |  |
|                          | Michel Le Goff | FG             | 511   | 21,26  | 3  |   |  |  |
|                          |                |                |       |        |    |   |  |  |
| Inscrits                 | Inscrits       | Inscrits       | 4 307 | 100,00 |    |   |  |  |
| Abstentions              | Abstentions    | Abstentions    | 1 514 | 35,15  |    |   |  |  |
| Votants                  | Votants        | Votants        | 2 793 | 64,85  |    |   |  |  |
| Blancs et nuls           | Blancs et nuls | Blancs et nuls | 390   | 13,96  |    |   |  |  |
| Exprimés                 | Exprimés       | Exprimés       | 2 403 | 86,04  |    |   |  |  |
| * Liste du maire sortant |                |                |       |        |    |   |  |  |

### Bénodet
- Maire sortant : Christian Pennanech (DVD)
- 23 sièges à pourvoir au conseil municipal (population légale 2011 : 3 392 habitants)
- 5 sièges à pourvoir au conseil communautaire (CC du Pays fouesnantais)

|                          | Christian Pennanech* | DVD            | 1 554 | 72,04  | 20 | 5 |  |  |
|                          | Yannick Michel       | PS-PCF-EELV    | 603   | 27,95  | 3  |   |  |  |
|                          |                      |                |       |        |    |   |  |  |
| Inscrits                 | Inscrits             | Inscrits       | 2 987 | 100,00 |    |   |  |  |
| Abstentions              | Abstentions          | Abstentions    | 761   | 25,48  |    |   |  |  |
| Votants                  | Votants              | Votants        | 2 226 | 74,52  |    |   |  |  |
| Blancs et nuls           | Blancs et nuls       | Blancs et nuls | 69    | 3,10   |    |   |  |  |
| Exprimés                 | Exprimés             | Exprimés       | 2 157 | 96,90  |    |   |  |  |
| * Liste du maire sortant |                      |                |       |        |    |   |  |  |

### Bohars
- Maire sortant : Armel Gourvil (DVD)
- 23 sièges à pourvoir au conseil municipal (population légale 2011 : 3 437 habitants)
- 2 sièges à pourvoir au conseil communautaire (Brest Métropole)

|                          | Armel Gourvil*   | DVD            | 1 121 | 64,87  | 19 | 2 |  |  |
|                          | Gabrielle Hemery | PS-EELV        | 607   | 35,12  | 4  |   |  |  |
|                          |                  |                |       |        |    |   |  |  |
| Inscrits                 | Inscrits         | Inscrits       | 2 747 | 100,00 |    |   |  |  |
| Abstentions              | Abstentions      | Abstentions    | 952   | 34,66  |    |   |  |  |
| Votants                  | Votants          | Votants        | 1 795 | 65,34  |    |   |  |  |
| Blancs et nuls           | Blancs et nuls   | Blancs et nuls | 67    | 3,73   |    |   |  |  |
| Exprimés                 | Exprimés         | Exprimés       | 1 728 | 96,27  |    |   |  |  |
| * Liste du maire sortant |                  |                |       |        |    |   |  |  |

### Bourg-Blanc
- Maire sortant : Jean-Paul Berthouloux (DVG)
- 23 sièges à pourvoir au conseil municipal (population légale 2011 : 3 402 habitants)
- 4 sièges à pourvoir au conseil communautaire (CC du pays des Abers)

|                          | Bernard Gibergues      | DVD            | 1 067 | 59,70  | 19 | 3 |  |  |
|                          | Jean-Paul Berthouloux* | DVG            | 720   | 40,29  | 4  | 1 |  |  |
|                          |                        |                |       |        |    |   |  |  |
| Inscrits                 | Inscrits               | Inscrits       | 2 470 | 100,00 |    |   |  |  |
| Abstentions              | Abstentions            | Abstentions    | 631   | 25,55  |    |   |  |  |
| Votants                  | Votants                | Votants        | 1 839 | 74,45  |    |   |  |  |
| Blancs et nuls           | Blancs et nuls         | Blancs et nuls | 52    | 2,83   |    |   |  |  |
| Exprimés                 | Exprimés               | Exprimés       | 1 787 | 97,17  |    |   |  |  |
| * Liste du maire sortant |                        |                |       |        |    |   |  |  |

### Brest
- Maire sortant : François Cuillandre (PS)
- 55 sièges à pourvoir au conseil municipal (population légale 2011 : 140 547 habitants)
- 35 sièges à pourvoir au conseil communautaire (Brest Métropole)

|                                                          |                       |                          |              |              |             |             |        |        |
| Tête de liste                                            | Tête de liste         | Liste                    | Premier tour | Premier tour | Second tour | Second tour | Sièges | Sièges |
| Tête de liste                                            | Tête de liste         | Liste                    | Voix         | %            | Voix        | %           | CM     | CC     |
|                                                          | François Cuillandre * | PS-PCF-EELV-PRG-UDB-BNC  | 17 740       | 42,46        | 22 187      | 52,71       | 42     | 27     |
| Ensemble pour Brest, tenons le cap                       |                       |                          | 17 740       | 42,46        | 22 187      | 52,71       | 42     | 27     |
|                                                          | Bernadette Malgorn    | DVD-UMP-UDI-MoDem-PCD-FE | 11 550       | 27,64        | 19 902      | 47,28       | 13     | 8      |
| Avec Bernadette Malgorn, au service de tous les Brestois |                       |                          | 11 550       | 27,64        | 19 902      | 47,28       | 13     | 8      |
|                                                          | Laurent Prunier       | UMP-UDI-PR-NC            | 4 165        | 9,96         |             |             |        |        |
| Vous, nous, Brest !                                      |                       |                          | 4 165        | 9,96         |             |             |        |        |
|                                                          | Alain Rousseau        | FN-RBM                   | 4 093        | 9,79         |             |             |        |        |
| Brest Bleu marine                                        |                       |                          | 4 093        | 9,79         |             |             |        |        |
|                                                          | Quentin Marchand      | PG-FASE-GA-NPA           | 3 408        | 8,15         |             |             |        |        |
| Colère de Brest ! L'humain d'abord                       |                       |                          | 3 408        | 8,15         |             |             |        |        |
|                                                          | André Cherblanc       | LO                       | 820          | 1,96         |             |             |        |        |
| Lutte Ouvrière - Faire entendre le camp des travailleurs |                       |                          | 820          | 1,96         |             |             |        |        |
|                                                          |                       |                          |              |              |             |             |        |        |
| Inscrits                                                 | Inscrits              | Inscrits                 | 85 609       | 100,00       | 85 609      | 100,00      |        |        |
| Abstentions                                              | Abstentions           | Abstentions              | 41 645       | 48,65        | 40 819      | 47,68       |        |        |
| Votants                                                  | Votants               | Votants                  | 43 964       | 51,35        | 44 790      | 52,32       |        |        |
| Blancs et nuls                                           | Blancs et nuls        | Blancs et nuls           | 2 188        | 4,98         | 2 701       | 6,03        |        |        |
| Exprimés                                                 | Exprimés              | Exprimés                 | 41 776       | 95,02        | 42 089      | 93,97       |        |        |
| * Liste du maire sortant                                 |                       |                          |              |              |             |             |        |        |

### Briec
- Maire sortant : Jean-Paul Le Pann (PS)
- 29 sièges à pourvoir au conseil municipal (population légale 2011 : 5 441 habitants)
- 13 sièges à pourvoir au conseil communautaire (CA Quimper Bretagne occidentale)

| Tête de liste  | Tête de liste        | Liste          | Premier tour | Premier tour | Second tour | Second tour | Sièges | Sièges |
| Tête de liste  | Tête de liste        | Liste          | Voix         | %            | Voix        | %           | CM     | CC     |
| -------------- | -------------------- | -------------- | ------------ | ------------ | ----------- | ----------- | ------ | ------ |
|                | Jean-Hubert Petillon | PS             | 1 155        | 44,75        | 1 207       | 46,38       | 22     | 10     |
|                | Joël Peron           | DVD            | 714          | 27,66        | 731         | 28,09       | 4      | 2      |
|                | Jean-Guy Vaucher     | UMP-UDI        | 712          | 27,58        | 664         | 25,51       | 3      | 1      |
|                |                      |                |              |              |             |             |        |        |
| Inscrits       | Inscrits             | Inscrits       | 3 953        | 100,00       | 3 951       | 100,00      |        |        |
| Abstentions    | Abstentions          | Abstentions    | 1 260        | 31,87        | 1 250       | 31,64       |        |        |
| Votants        | Votants              | Votants        | 2 693        | 68,13        | 2 701       | 68,36       |        |        |
| Blancs et nuls | Blancs et nuls       | Blancs et nuls | 112          | 4,16         | 99          | 3,67        |        |        |
| Exprimés       | Exprimés             | Exprimés       | 2 581        | 95,84        | 2 602       | 96,33       |        |        |

### Carantec
- Maire sortant : Jean-Guy Gueguen (UDI)
- 23 sièges à pourvoir au conseil municipal (population légale 2011 : 3 129 habitants)
- 3 sièges à pourvoir au conseil communautaire (CA Morlaix Communauté)

|                          | Jean-Guy Gueguen* | UDI-UMP        | 1 193 | 55,20  | 18 | 2 |  |  |
|                          | Yann Casteloot    | PS-PCF-EELV    | 968   | 44,79  | 5  | 1 |  |  |
|                          |                   |                |       |        |    |   |  |  |
| Inscrits                 | Inscrits          | Inscrits       | 3 099 | 100,00 |    |   |  |  |
| Abstentions              | Abstentions       | Abstentions    | 853   | 27,53  |    |   |  |  |
| Votants                  | Votants           | Votants        | 2 246 | 72,47  |    |   |  |  |
| Blancs et nuls           | Blancs et nuls    | Blancs et nuls | 85    | 3,78   |    |   |  |  |
| Exprimés                 | Exprimés          | Exprimés       | 2 161 | 96,22  |    |   |  |  |
| * Liste du maire sortant |                   |                |       |        |    |   |  |  |

### Carhaix-Plouguer
- Maire sortant : Christian Troadec (MBP)
- 29 sièges à pourvoir au conseil municipal (population légale 2011 : 7 541 habitants)
- 15 sièges à pourvoir au conseil communautaire (CC Poher communauté)

|                          | Christian Troadec*   | MBP            | 2 401 | 65,78  | 25 | 13 |  |  |
|                          | Corinne Jegou-braban | PS             | 772   | 21,15  | 3  | 1  |  |  |
|                          | Matthieu Guillemot   | NPA            | 477   | 13,06  | 1  | 1  |  |  |
|                          |                      |                |       |        |    |    |  |  |
| Inscrits                 | Inscrits             | Inscrits       | 5 812 | 100,00 |    |    |  |  |
| Abstentions              | Abstentions          | Abstentions    | 1 796 | 30,90  |    |    |  |  |
| Votants                  | Votants              | Votants        | 4 016 | 69,10  |    |    |  |  |
| Blancs et nuls           | Blancs et nuls       | Blancs et nuls | 366   | 9,11   |    |    |  |  |
| Exprimés                 | Exprimés             | Exprimés       | 3 650 | 90,89  |    |    |  |  |
| * Liste du maire sortant |                      |                |       |        |    |    |  |  |

### Châteaulin
- Maire sortant : Gaëlle Nicolas (UMP)
- 29 sièges à pourvoir au conseil municipal (population légale 2011 : 5 217 habitants)
- 10 sièges à pourvoir au conseil communautaire (CC de Pleyben-Châteaulin-Porzay)

| Tête de liste            | Tête de liste   | Liste          | Premier tour | Premier tour | Second tour | Second tour | Sièges | Sièges |
| Tête de liste            | Tête de liste   | Liste          | Voix         | %            | Voix        | %           | CM     | CC     |
| ------------------------ | --------------- | -------------- | ------------ | ------------ | ----------- | ----------- | ------ | ------ |
|                          | Gaëlle Nicolas* | UMP            | 1 215        | 48,97        | 1 369       | 56,68       | 23     | 8      |
|                          | Jean Paul Urien | PS             | 770          | 31,03        | 1 046       | 43,31       | 6      | 2      |
|                          | Jean Baraër     | SE             | 496          | 19,99        |             |             |        |        |
|                          |                 |                |              |              |             |             |        |        |
| Inscrits                 | Inscrits        | Inscrits       | 3 800        | 100,00       | 3 800       | 100,00      |        |        |
| Abstentions              | Abstentions     | Abstentions    | 1 204        | 31,68        | 1 245       | 32,76       |        |        |
| Votants                  | Votants         | Votants        | 2 596        | 68,32        | 2 555       | 67,24       |        |        |
| Blancs et nuls           | Blancs et nuls  | Blancs et nuls | 115          | 4,43         | 140         | 5,48        |        |        |
| Exprimés                 | Exprimés        | Exprimés       | 2 481        | 95,57        | 2 415       | 94,52       |        |        |
| * Liste du maire sortant |                 |                |              |              |             |             |        |        |

### Châteauneuf-du-Faou
- Maire sortant : Christian Ménard (UMP)
- 27 sièges à pourvoir au conseil municipal (population légale 2011 : 3 650 habitants)
- 6 sièges à pourvoir au conseil communautaire (CC de Haute Cornouaille)

|                | Jean-Pierre Rolland | DVD            | 990   | 54,72  | 21 | 5 |  |  |
|                | Solange Abgral      | PS             | 819   | 45,27  | 6  | 1 |  |  |
|                |                     |                |       |        |    |   |  |  |
| Inscrits       | Inscrits            | Inscrits       | 2 722 | 100,00 |    |   |  |  |
| Abstentions    | Abstentions         | Abstentions    | 765   | 28,10  |    |   |  |  |
| Votants        | Votants             | Votants        | 1 957 | 71,90  |    |   |  |  |
| Blancs et nuls | Blancs et nuls      | Blancs et nuls | 148   | 7,56   |    |   |  |  |
| Exprimés       | Exprimés            | Exprimés       | 1 809 | 92,44  |    |   |  |  |

### Cléder
- Maire sortant : Gérard Danielou (UMP)
- 27 sièges à pourvoir au conseil municipal (population légale 2011 : 3 844 habitants)
- 6 sièges à pourvoir au conseil communautaire (CC Haut-Léon Communauté)

|                          | Gérard Danielou* | DVD            | 1 484 | 65,51  | 23 | 5 |  |  |
|                          | André Mear       | DVG            | 781   | 34,48  | 4  | 1 |  |  |
|                          |                  |                |       |        |    |   |  |  |
| Inscrits                 | Inscrits         | Inscrits       | 3 058 | 100,00 |    |   |  |  |
| Abstentions              | Abstentions      | Abstentions    | 728   | 23,81  |    |   |  |  |
| Votants                  | Votants          | Votants        | 2 330 | 76,19  |    |   |  |  |
| Blancs et nuls           | Blancs et nuls   | Blancs et nuls | 65    | 2,79   |    |   |  |  |
| Exprimés                 | Exprimés         | Exprimés       | 2 265 | 97,21  |    |   |  |  |
| * Liste du maire sortant |                  |                |       |        |    |   |  |  |

### Clohars-Carnoët
- Maire sortant : Jacques Juloux (DVG)
- 27 sièges à pourvoir au conseil municipal (population légale 2011 : 4 072 habitants)
- 4 sièges à pourvoir au conseil communautaire (CA Quimperlé Communauté)

| Tête de liste            | Tête de liste     | Liste          | Premier tour | Premier tour | Second tour | Second tour | Sièges | Sièges |
| Tête de liste            | Tête de liste     | Liste          | Voix         | %            | Voix        | %           | CM     | CC     |
| ------------------------ | ----------------- | -------------- | ------------ | ------------ | ----------- | ----------- | ------ | ------ |
|                          | Jacques Juloux*   | PS             | 1 295        | 47,43        | 1 514       | 50,66       | 21     | 3      |
|                          | Véronique Galliot | DVD            | 1 050        | 38,46        | 1 474       | 49,33       | 6      | 1      |
|                          | Atto Dossena      | UMP-UDI        | 385          | 14,10        |             |             |        |        |
|                          |                   |                |              |              |             |             |        |        |
| Inscrits                 | Inscrits          | Inscrits       | 4 003        | 100,00       | 4 003       | 100,00      |        |        |
| Abstentions              | Abstentions       | Abstentions    | 1 171        | 29,25        | 939         | 23,46       |        |        |
| Votants                  | Votants           | Votants        | 2 832        | 70,75        | 3 064       | 76,54       |        |        |
| Blancs et nuls           | Blancs et nuls    | Blancs et nuls | 102          | 3,60         | 76          | 2,48        |        |        |
| Exprimés                 | Exprimés          | Exprimés       | 2 730        | 96,40        | 2 988       | 97,52       |        |        |
| * Liste du maire sortant |                   |                |              |              |             |             |        |        |

### Combrit
- Maire sortant : Jean-Claude Dupré (DVG)
- 27 sièges à pourvoir au conseil municipal (population légale 2011 : 3 620 habitants)
- 4 sièges à pourvoir au conseil communautaire (CC du Pays Bigouden Sud)

|                | Jacques Beaufils | DVG            | 1 440 | 64,69  | 23 | 3 |  |  |
|                | Gérard Yvé       | UMP-UDI        | 786   | 35,30  | 4  | 1 |  |  |
|                |                  |                |       |        |    |   |  |  |
| Inscrits       | Inscrits         | Inscrits       | 3 288 | 100,00 |    |   |  |  |
| Abstentions    | Abstentions      | Abstentions    | 977   | 29,71  |    |   |  |  |
| Votants        | Votants          | Votants        | 2 311 | 70,29  |    |   |  |  |
| Blancs et nuls | Blancs et nuls   | Blancs et nuls | 85    | 3,68   |    |   |  |  |
| Exprimés       | Exprimés         | Exprimés       | 2 226 | 96,32  |    |   |  |  |

### Concarneau
- Maire sortant : André Fidelin (DVD)
- 33 sièges à pourvoir au conseil municipal (population légale 2011 : 18 826 habitants)
- 15 sièges à pourvoir au conseil communautaire (CA Concarneau Cornouaille Agglomération)

| Tête de liste            | Tête de liste     | Liste              | Premier tour | Premier tour | Second tour | Second tour | Sièges | Sièges |
| Tête de liste            | Tête de liste     | Liste              | Voix         | %            | Voix        | %           | CM     | CC     |
| ------------------------ | ----------------- | ------------------ | ------------ | ------------ | ----------- | ----------- | ------ | ------ |
|                          | André Fidelin*    | UMP-UDI            | 4 543        | 47,62        | 5 593       | 55,79       | 26     | 12     |
|                          | Gaël Le Meur      | PS                 | 2 723        | 28,54        | 4 431       | 44,20       | 7      | 3      |
|                          | Claude Drouglazet | EXG                | 1 439        | 15,08        |             |             |        |        |
|                          | Stéphane Le Floch | EELV (sout. MoDem) | 835          | 8,75         |             |             |        |        |
|                          |                   |                    |              |              |             |             |        |        |
| Inscrits                 | Inscrits          | Inscrits           | 16 933       | 100,00       | 16 933      | 100,00      |        |        |
| Abstentions              | Abstentions       | Abstentions        | 7 028        | 41,50        | 6 532       | 38,58       |        |        |
| Votants                  | Votants           | Votants            | 9 905        | 58,50        | 10 401      | 61,42       |        |        |
| Blancs et nuls           | Blancs et nuls    | Blancs et nuls     | 365          | 3,69         | 377         | 3,62        |        |        |
| Exprimés                 | Exprimés          | Exprimés           | 9 540        | 96,31        | 10 024      | 96,38       |        |        |
| * Liste du maire sortant |                   |                    |              |              |             |             |        |        |

### Crozon
- Maire sortant : Daniel Moysan (DVD)
- 29 sièges à pourvoir au conseil municipal (population légale 2011 : 7 751 habitants)
- 7 sièges à pourvoir au conseil communautaire (CC Presqu'île de Crozon-Aulne maritime)

| Tête de liste            | Tête de liste      | Liste          | Premier tour | Premier tour | Second tour | Second tour | Sièges | Sièges |
| Tête de liste            | Tête de liste      | Liste          | Voix         | %            | Voix        | %           | CM     | CC     |
| ------------------------ | ------------------ | -------------- | ------------ | ------------ | ----------- | ----------- | ------ | ------ |
|                          | Daniel Moysan*     | DVD            | 2 049        | 47,25        | 2 385       | 51,97       | 22     | 6      |
|                          | Jean-Marie Beroldy | DVG            | 1 324        | 30,53        | 2 204       | 48,02       | 7      | 1      |
|                          | Dominique Tretout  | PS             | 963          | 22,20        |             |             |        |        |
|                          |                    |                |              |              |             |             |        |        |
| Inscrits                 | Inscrits           | Inscrits       | 6 920        | 100,00       | 6 919       | 100,00      |        |        |
| Abstentions              | Abstentions        | Abstentions    | 2 374        | 34,31        | 2 160       | 31,22       |        |        |
| Votants                  | Votants            | Votants        | 4 546        | 65,69        | 4 759       | 68,78       |        |        |
| Blancs et nuls           | Blancs et nuls     | Blancs et nuls | 210          | 4,62         | 170         | 3,57        |        |        |
| Exprimés                 | Exprimés           | Exprimés       | 4 336        | 95,38        | 4 589       | 96,43       |        |        |
| * Liste du maire sortant |                    |                |              |              |             |             |        |        |

### Douarnenez
- Maire sortant : Philippe Paul (UMP)
- 33 sièges à pourvoir au conseil municipal (population légale 2011 : 14 815 habitants)
- 10 sièges à pourvoir au conseil communautaire (CC Douarnenez Communauté)

| Tête de liste            | Tête de liste  | Liste           | Premier tour | Premier tour | Second tour | Second tour | Sièges | Sièges |
| Tête de liste            | Tête de liste  | Liste           | Voix         | %            | Voix        | %           | CM     | CC     |
| ------------------------ | -------------- | --------------- | ------------ | ------------ | ----------- | ----------- | ------ | ------ |
|                          | Philippe Paul* | UMP             | 3 279        | 43,60        | 4 454       | 58,56       | 26     | 8      |
|                          | Jacques Bœuf   | DVG             | 1 763        | 23,44        | 3 151       | 41,43       | 7      | 2      |
|                          | Tangi Youinou  | PS-PCF-EELV-UDB | 1 239        | 16,47        |             |             |        |        |
|                          | William Boulic | DVD             | 1 239        | 16,47        |             |             |        |        |
|                          |                |                 |              |              |             |             |        |        |
| Inscrits                 | Inscrits       | Inscrits        | 12 625       | 100,00       | 12 625      | 100,00      |        |        |
| Abstentions              | Abstentions    | Abstentions     | 4 842        | 38,35        | 4 670       | 36,99       |        |        |
| Votants                  | Votants        | Votants         | 7 783        | 61,65        | 7 955       | 63,01       |        |        |
| Blancs et nuls           | Blancs et nuls | Blancs et nuls  | 263          | 3,38         | 350         | 4,40        |        |        |
| Exprimés                 | Exprimés       | Exprimés        | 7 520        | 96,62        | 7 605       | 95,60       |        |        |
| * Liste du maire sortant |                |                 |              |              |             |             |        |        |

### Elliant
- Maire sortant : François Le Saux (PS)
- 23 sièges à pourvoir au conseil municipal (population légale 2011 : 3 206 habitants)
- 3 sièges à pourvoir au conseil communautaire (CA Concarneau Cornouaille Agglomération)

|                | René Le Baron        | UDI            | 999   | 58,45  | 19 | 2 |  |  |
|                | Jean-Michel Le Naour | DVG            | 710   | 41,54  | 4  | 1 |  |  |
|                |                      |                |       |        |    |   |  |  |
| Inscrits       | Inscrits             | Inscrits       | 2 411 | 100,00 |    |   |  |  |
| Abstentions    | Abstentions          | Abstentions    | 603   | 25,01  |    |   |  |  |
| Votants        | Votants              | Votants        | 1 808 | 74,99  |    |   |  |  |
| Blancs et nuls | Blancs et nuls       | Blancs et nuls | 99    | 5,48   |    |   |  |  |
| Exprimés       | Exprimés             | Exprimés       | 1 709 | 94,52  |    |   |  |  |

### Ergué-Gabéric
- Maire sortant : Hervé Herry (DVD)
- 29 sièges à pourvoir au conseil municipal (population légale 2011 : 8 144 habitants)
- 8 sièges à pourvoir au conseil communautaire (CA Quimper Bretagne occidentale)

|                          | Hervé Herry*    | DVD            | 2 847 | 68,22  | 25 | 7 |  |  |
|                          | Sylvaine Frenay | PS-PCF-EELV    | 1 326 | 31,77  | 4  | 1 |  |  |
|                          |                 |                |       |        |    |   |  |  |
| Inscrits                 | Inscrits        | Inscrits       | 6 341 | 100,00 |    |   |  |  |
| Abstentions              | Abstentions     | Abstentions    | 1 936 | 30,53  |    |   |  |  |
| Votants                  | Votants         | Votants        | 4 405 | 69,47  |    |   |  |  |
| Blancs et nuls           | Blancs et nuls  | Blancs et nuls | 232   | 5,27   |    |   |  |  |
| Exprimés                 | Exprimés        | Exprimés       | 4 173 | 94,73  |    |   |  |  |
| * Liste du maire sortant |                 |                |       |        |    |   |  |  |

### Fouesnant
- Maire sortant : Roger Le Goff (UMP)
- 29 sièges à pourvoir au conseil municipal (population légale 2011 : 9 143 habitants)
- 9 sièges à pourvoir au conseil communautaire (CC du Pays fouesnantais)

|                          | Roger Le Goff*  | UMP            | 3 221 | 57,50  | 24 | 8 |  |  |
|                          | Mohamed Rihani  | PS             | 1 289 | 23,01  | 3  | 1 |  |  |
|                          | Vincent Esnault | EELV           | 745   | 13,30  | 2  |   |  |  |
|                          | André Bernard   | FG             | 346   | 6,17   |    |   |  |  |
|                          |                 |                |       |        |    |   |  |  |
| Inscrits                 | Inscrits        | Inscrits       | 8 444 | 100,00 |    |   |  |  |
| Abstentions              | Abstentions     | Abstentions    | 2 561 | 30,33  |    |   |  |  |
| Votants                  | Votants         | Votants        | 5 883 | 69,67  |    |   |  |  |
| Blancs et nuls           | Blancs et nuls  | Blancs et nuls | 282   | 4,79   |    |   |  |  |
| Exprimés                 | Exprimés        | Exprimés       | 5 601 | 95,21  |    |   |  |  |
| * Liste du maire sortant |                 |                |       |        |    |   |  |  |

### Gouesnou
- Maire sortant : Michel Phelep (DVD)
- 29 sièges à pourvoir au conseil municipal (population légale 2011 : 6 024 habitants)
- 3 sièges à pourvoir au conseil communautaire (Brest Métropole)

|                | Stéphane Roudaut    | DVD            | 2 161 | 63,80  | 24 | 2 |  |  |
|                | Dominique Jaffredou | PS-PCF-EELV    | 1 226 | 36,19  | 5  | 1 |  |  |
|                |                     |                |       |        |    |   |  |  |
| Inscrits       | Inscrits            | Inscrits       | 5 152 | 100,00 |    |   |  |  |
| Abstentions    | Abstentions         | Abstentions    | 1 620 | 31,44  |    |   |  |  |
| Votants        | Votants             | Votants        | 3 532 | 68,56  |    |   |  |  |
| Blancs et nuls | Blancs et nuls      | Blancs et nuls | 145   | 4,11   |    |   |  |  |
| Exprimés       | Exprimés            | Exprimés       | 3 387 | 95,89  |    |   |  |  |

### Guilers
- Maire sortant : Pierre Ogor (DVD)
- 29 sièges à pourvoir au conseil municipal (population légale 2011 : 7 430 habitants)
- 4 sièges à pourvoir au conseil communautaire (Brest Métropole)

|                          | Pierre Ogor*   | DVD            | 2 738 | 64,62  | 24 | 3 |  |  |
|                          | Pascale Mahe   | PS-PCF-EELV    | 1 499 | 35,37  | 5  | 1 |  |  |
|                          |                |                |       |        |    |   |  |  |
| Inscrits                 | Inscrits       | Inscrits       | 6 285 | 100,00 |    |   |  |  |
| Abstentions              | Abstentions    | Abstentions    | 1 935 | 30,79  |    |   |  |  |
| Votants                  | Votants        | Votants        | 4 350 | 69,21  |    |   |  |  |
| Blancs et nuls           | Blancs et nuls | Blancs et nuls | 113   | 2,60   |    |   |  |  |
| Exprimés                 | Exprimés       | Exprimés       | 4 237 | 97,40  |    |   |  |  |
| * Liste du maire sortant |                |                |       |        |    |   |  |  |

### Guipavas
- Maire sortant : Alain Queffélec (PS)
- 33 sièges à pourvoir au conseil municipal (population légale 2011 : 13 414 habitants)
- 7 sièges à pourvoir au conseil communautaire (Brest Métropole)

| Tête de liste            | Tête de liste     | Liste          | Premier tour | Premier tour | Second tour | Second tour | Sièges | Sièges |
| Tête de liste            | Tête de liste     | Liste          | Voix         | %            | Voix        | %           | CM     | CC     |
| ------------------------ | ----------------- | -------------- | ------------ | ------------ | ----------- | ----------- | ------ | ------ |
|                          | Fabrice Jacob     | DVD            | 2 217        | 33,54        | 3 193       | 46,66       | 7      | 1      |
|                          | Gurvan Moal       | DVG            | 2 066        | 31,25        | 3 214       | 46,97       | 25     | 6      |
|                          | Alain Queffelec*  | PS-PCF-EELV    | 1 593        | 24,09        |             |             |        |        |
|                          | Catherine Guyader | UDI-MoDem      | 734          | 11,10        | 435         | 6,35        | 1      |        |
|                          |                   |                |              |              |             |             |        |        |
| Inscrits                 | Inscrits          | Inscrits       | 10 157       | 100,00       | 10 158      | 100,00      |        |        |
| Abstentions              | Abstentions       | Abstentions    | 3 356        | 33,04        | 3 075       | 30,27       |        |        |
| Votants                  | Votants           | Votants        | 6 801        | 66,96        | 7 083       | 69,73       |        |        |
| Blancs et nuls           | Blancs et nuls    | Blancs et nuls | 191          | 2,81         | 241         | 3,40        |        |        |
| Exprimés                 | Exprimés          | Exprimés       | 6 610        | 97,19        | 6 842       | 96,60       |        |        |
| * Liste du maire sortant |                   |                |              |              |             |             |        |        |

### La Forêt-Fouesnant
- Maire sortant : Raymond Peres (DVD)
- 23 sièges à pourvoir au conseil municipal (population légale 2011 : 3 300 habitants)
- 5 sièges à pourvoir au conseil communautaire (CC du Pays fouesnantais)

| Tête de liste            | Tête de liste    | Liste          | Premier tour | Premier tour | Second tour | Second tour | Sièges | Sièges |
| Tête de liste            | Tête de liste    | Liste          | Voix         | %            | Voix        | %           | CM     | CC     |
| ------------------------ | ---------------- | -------------- | ------------ | ------------ | ----------- | ----------- | ------ | ------ |
|                          | Raymond Peres*   | DVD            | 853          | 43,21        | 949         | 44,32       | 5      | 1      |
|                          | Patrice Valadou  | SE             | 848          | 42,95        | 1 040       | 48,57       | 18     | 4      |
|                          | Jean-Yves Carrer | PS-PCF-EELV    | 273          | 13,82        | 152         | 7,09        |        |        |
|                          |                  |                |              |              |             |             |        |        |
| Inscrits                 | Inscrits         | Inscrits       | 2 908        | 100,00       | 2 909       | 100,00      |        |        |
| Abstentions              | Abstentions      | Abstentions    | 873          | 30,02        | 736         | 25,30       |        |        |
| Votants                  | Votants          | Votants        | 2 035        | 69,98        | 2 173       | 74,70       |        |        |
| Blancs et nuls           | Blancs et nuls   | Blancs et nuls | 61           | 3,00         | 32          | 1,47        |        |        |
| Exprimés                 | Exprimés         | Exprimés       | 1 974        | 97,00        | 2 141       | 98,53       |        |        |
| * Liste du maire sortant |                  |                |              |              |             |             |        |        |

### Landéda
- Maire sortant : Christian Tréguer (DVG)
- 27 sièges à pourvoir au conseil municipal (population légale 2011 : 3 603 habitants)
- 4 sièges à pourvoir au conseil communautaire (CC du pays des Abers)

| Tête de liste  | Tête de liste       | Liste          | Premier tour | Premier tour | Second tour | Second tour | Sièges | Sièges |
| Tête de liste  | Tête de liste       | Liste          | Voix         | %            | Voix        | %           | CM     | CC     |
| -------------- | ------------------- | -------------- | ------------ | ------------ | ----------- | ----------- | ------ | ------ |
|                | Christine Chevalier | DVG            | 782          | 38,07        | 950         | 44,89       | 20     | 3      |
|                | Jean-Pierre Caraes  | DVD            | 705          | 34,32        | 724         | 34,21       | 4      | 1      |
|                | Didier Chrétien     | EELV           | 567          | 27,60        | 442         | 20,88       | 3      |        |
|                |                     |                |              |              |             |             |        |        |
| Inscrits       | Inscrits            | Inscrits       | 2 919        | 100,00       | 2 919       | 100,00      |        |        |
| Abstentions    | Abstentions         | Abstentions    | 791          | 27,10        | 754         | 25,83       |        |        |
| Votants        | Votants             | Votants        | 2 128        | 72,90        | 2 165       | 74,17       |        |        |
| Blancs et nuls | Blancs et nuls      | Blancs et nuls | 74           | 3,48         | 49          | 2,26        |        |        |
| Exprimés       | Exprimés            | Exprimés       | 2 054        | 96,52        | 2 116       | 97,74       |        |        |

### Landerneau
- Maire sortant : Patrick Leclerc (DVD)
- 33 sièges à pourvoir au conseil municipal (population légale 2011 : 15 148 habitants)
- 16 sièges à pourvoir au conseil communautaire (CA du pays de Landerneau-Daoulas)

|                          | Patrick Leclerc * | DVD-UMP-UDI       | 4 349  | 66,14  | 28 | 14 |  |  |
|                          | Pascal Inizan     | PS-PCF-PRG-UDB-GE | 1 272  | 19,34  | 3  | 2  |  |  |
|                          | Frédéric Le Saout | PG-EELV           | 588    | 8,94   | 1  |    |  |  |
|                          | Yannick Hervé     | DVG (sout. FG)    | 366    | 5,56   | 1  |    |  |  |
|                          |                   |                   |        |        |    |    |  |  |
| Inscrits                 | Inscrits          | Inscrits          | 11 260 | 100,00 |    |    |  |  |
| Abstentions              | Abstentions       | Abstentions       | 4 498  | 39,95  |    |    |  |  |
| Votants                  | Votants           | Votants           | 6 762  | 60,05  |    |    |  |  |
| Blancs et nuls           | Blancs et nuls    | Blancs et nuls    | 187    | 2,77   |    |    |  |  |
| Exprimés                 | Exprimés          | Exprimés          | 6 575  | 97,23  |    |    |  |  |
| * Liste du maire sortant |                   |                   |        |        |    |    |  |  |

### Landivisiau
- Maire sortant : Georges Tigreat (UMP)
- 29 sièges à pourvoir au conseil municipal (population légale 2011 : 9 176 habitants)
- 8 sièges à pourvoir au conseil communautaire (CC du Pays de Landivisiau)

| Tête de liste  | Tête de liste     | Liste          | Premier tour | Premier tour | Second tour | Second tour | Sièges | Sièges |
| Tête de liste  | Tête de liste     | Liste          | Voix         | %            | Voix        | %           | CM     | CC     |
| -------------- | ----------------- | -------------- | ------------ | ------------ | ----------- | ----------- | ------ | ------ |
|                | Jean-René Kerrien | SE             | 1 556        | 37,04        | 1 794       | 40,34       | 6      | 2      |
|                | Laurence Claisse  | DVD            | 1 537        | 36,59        | 1 903       | 42,79       | 21     | 6      |
|                | Marguerite Bleas  | PS             | 1 107        | 26,35        | 750         | 16,86       | 2      |        |
|                |                   |                |              |              |             |             |        |        |
| Inscrits       | Inscrits          | Inscrits       | 6 579        | 100,00       | 6 576       | 100,00      |        |        |
| Abstentions    | Abstentions       | Abstentions    | 2 180        | 33,14        | 2 036       | 30,96       |        |        |
| Votants        | Votants           | Votants        | 4 399        | 66,86        | 4 540       | 69,04       |        |        |
| Blancs et nuls | Blancs et nuls    | Blancs et nuls | 199          | 4,52         | 93          | 2,05        |        |        |
| Exprimés       | Exprimés          | Exprimés       | 4 200        | 95,48        | 4 447       | 97,95       |        |        |

### Lannilis
- Maire sortant : Claude Guiavarc'h (PS)
- 29 sièges à pourvoir au conseil municipal (population légale 2011 : 5 320 habitants)
- 5 sièges à pourvoir au conseil communautaire (CC du pays des Abers)

| Tête de liste            | Tête de liste         | Liste          | Premier tour | Premier tour | Second tour | Second tour | Sièges | Sièges |
| Tête de liste            | Tête de liste         | Liste          | Voix         | %            | Voix        | %           | CM     | CC     |
| ------------------------ | --------------------- | -------------- | ------------ | ------------ | ----------- | ----------- | ------ | ------ |
|                          | Jean-François Treguer | DVD            | 1 283        | 48,56        | 1 534       | 56,56       | 23     | 4      |
|                          | Claude Guiavarc'h*    | DVG            | 1 023        | 38,72        | 1 178       | 43,43       | 6      | 1      |
|                          | Nadine Kassis         | DVG            | 336          | 12,71        |             |             |        |        |
|                          |                       |                |              |              |             |             |        |        |
| Inscrits                 | Inscrits              | Inscrits       | 3 862        | 100,00       | 3 862       | 100,00      |        |        |
| Abstentions              | Abstentions           | Abstentions    | 1 133        | 29,34        | 1 035       | 26,80       |        |        |
| Votants                  | Votants               | Votants        | 2 729        | 70,66        | 2 827       | 73,20       |        |        |
| Blancs et nuls           | Blancs et nuls        | Blancs et nuls | 87           | 3,19         | 115         | 4,07        |        |        |
| Exprimés                 | Exprimés              | Exprimés       | 2 642        | 96,81        | 2 712       | 95,93       |        |        |
| * Liste du maire sortant |                       |                |              |              |             |             |        |        |

### Le Folgoët
- Maire sortant : Bernard Tanguy (DVD)
- 23 sièges à pourvoir au conseil municipal (population légale 2011 : 3 101 habitants)
- 4 sièges à pourvoir au conseil communautaire (CC Communauté Lesneven Côte des Légendes)

|                          | Bernard Tanguy* | DVD            | 1 175 | 100,00 | 23 | 4 |  |  |
|                          |                 |                |       |        |    |   |  |  |
| Inscrits                 | Inscrits        | Inscrits       | 2 449 | 100,00 |    |   |  |  |
| Abstentions              | Abstentions     | Abstentions    | 951   | 38,83  |    |   |  |  |
| Votants                  | Votants         | Votants        | 1 498 | 61,17  |    |   |  |  |
| Blancs et nuls           | Blancs et nuls  | Blancs et nuls | 323   | 21,56  |    |   |  |  |
| Exprimés                 | Exprimés        | Exprimés       | 1 175 | 78,44  |    |   |  |  |
| * Liste du maire sortant |                 |                |       |        |    |   |  |  |

### Le Relecq-Kerhuon
- Maire sortant : Yohann Nédélec (PS)
- 33 sièges à pourvoir au conseil municipal (population légale 2011 : 10 849 habitants)
- 6 sièges à pourvoir au conseil communautaire (Brest Métropole)

|                          | Yohann Nedelec*       | PS-PCF-EELV    | 3 631 | 62,34  | 27 | 5 |  |  |
|                          | Noelle Berrou-Gallaud | DVD            | 2 193 | 37,65  | 6  | 1 |  |  |
|                          |                       |                |       |        |    |   |  |  |
| Inscrits                 | Inscrits              | Inscrits       | 9 058 | 100,00 |    |   |  |  |
| Abstentions              | Abstentions           | Abstentions    | 3 034 | 33,50  |    |   |  |  |
| Votants                  | Votants               | Votants        | 6 024 | 66,50  |    |   |  |  |
| Blancs et nuls           | Blancs et nuls        | Blancs et nuls | 200   | 3,32   |    |   |  |  |
| Exprimés                 | Exprimés              | Exprimés       | 5 824 | 96,68  |    |   |  |  |
| * Liste du maire sortant |                       |                |       |        |    |   |  |  |

### Lesneven
- Maire sortant : Jean-Yves Le Goff (DVD)
- 29 sièges à pourvoir au conseil municipal (population légale 2011 : 7 125 habitants)
- 10 sièges à pourvoir au conseil communautaire (CC Communauté Lesneven Côte des Légendes)

|                | Claudie Balcon   | DVG            | 1 625 | 51,85  | 22 | 8 |  |  |
|                | Alexis Bonenfant | DVD            | 1 509 | 48,14  | 7  | 2 |  |  |
|                |                  |                |       |        |    |   |  |  |
| Inscrits       | Inscrits         | Inscrits       | 5 322 | 100,00 |    |   |  |  |
| Abstentions    | Abstentions      | Abstentions    | 2 036 | 38,26  |    |   |  |  |
| Votants        | Votants          | Votants        | 3 286 | 61,74  |    |   |  |  |
| Blancs et nuls | Blancs et nuls   | Blancs et nuls | 152   | 4,63   |    |   |  |  |
| Exprimés       | Exprimés         | Exprimés       | 3 134 | 95,37  |    |   |  |  |

### Locmaria-Plouzané
- Maire sortant : Viviane Godebert (DVD)
- 27 sièges à pourvoir au conseil municipal (population légale 2011 : 4 816 habitants)
- 5 sièges à pourvoir au conseil communautaire (CC Pays d'Iroise Communauté)

| Tête de liste            | Tête de liste      | Liste          | Premier tour | Premier tour | Second tour | Second tour | Sièges | Sièges |
| Tête de liste            | Tête de liste      | Liste          | Voix         | %            | Voix        | %           | CM     | CC     |
| ------------------------ | ------------------ | -------------- | ------------ | ------------ | ----------- | ----------- | ------ | ------ |
|                          | Viviane Godebert*  | DVD            | 1 309        | 48,12        | 1 384       | 49,13       | 21     | 4      |
|                          | Loïc Quemener      | DVG            | 1 113        | 40,91        | 1 271       | 45,11       | 6      | 1      |
|                          | Ghislaine Bourland | UMP            | 298          | 10,95        | 162         | 5,75        |        |        |
|                          |                    |                |              |              |             |             |        |        |
| Inscrits                 | Inscrits           | Inscrits       | 4 030        | 100,00       | 4 028       | 100,00      |        |        |
| Abstentions              | Abstentions        | Abstentions    | 1 238        | 30,72        | 1 167       | 28,97       |        |        |
| Votants                  | Votants            | Votants        | 2 792        | 69,28        | 2 861       | 71,03       |        |        |
| Blancs et nuls           | Blancs et nuls     | Blancs et nuls | 72           | 2,58         | 44          | 1,54        |        |        |
| Exprimés                 | Exprimés           | Exprimés       | 2 720        | 97,42        | 2 817       | 98,46       |        |        |
| * Liste du maire sortant |                    |                |              |              |             |             |        |        |

### Loctudy
- Maire sortant : Joël Piété (DVD)
- 27 sièges à pourvoir au conseil municipal (population légale 2011 : 4 069 habitants)
- 5 sièges à pourvoir au conseil communautaire (CC du Pays Bigouden Sud)

| Tête de liste                      | Tête de liste              | Liste          | Premier tour | Premier tour | Second tour | Second tour | Sièges | Sièges |
| Tête de liste                      | Tête de liste              | Liste          | Voix         | %            | Voix        | %           | CM     | CC     |
| ---------------------------------- | -------------------------- | -------------- | ------------ | ------------ | ----------- | ----------- | ------ | ------ |
|                                    | Christine Zamuner          | DVD            | 1 220        | 45,98        | 1 321       | 49,53       | 21     | 4      |
| Une nouvelle ambition pour Loctudy |                            |                | 1 220        | 45,98        | 1 321       | 49,53       | 21     | 4      |
|                                    | Maryannick Raphalen        | PS-PCF-EELV    | 651          | 24,53        | 741         | 27,78       | 3      | 1      |
| Loctudy, c'est vous                |                            |                | 651          | 24,53        | 741         | 27,78       | 3      | 1      |
|                                    | Cécile Seiliez             | DVD            | 599          | 22,57        | 605         | 22,68       | 3      |        |
| Loctudy, cap sur l'avenir          |                            |                | 599          | 22,57        | 605         | 22,68       | 3      |        |
|                                    | Marie-Paule Pageaud-Auriot | FG             | 183          | 6,89         |             |             |        |        |
| Loctudy, l'humain d'abord          |                            |                | 183          | 6,89         |             |             |        |        |
|                                    |                            |                |              |              |             |             |        |        |
| Inscrits                           | Inscrits                   | Inscrits       | 3 794        | 100,00       | 3 793       | 100,00      |        |        |
| Abstentions                        | Abstentions                | Abstentions    | 1 062        | 27,99        | 1 042       | 27,47       |        |        |
| Votants                            | Votants                    | Votants        | 2 732        | 72,01        | 2 751       | 72,53       |        |        |
| Blancs et nuls                     | Blancs et nuls             | Blancs et nuls | 79           | 2,89         | 84          | 3,05        |        |        |
| Exprimés                           | Exprimés                   | Exprimés       | 2 653        | 97,11        | 2 667       | 96,95       |        |        |

### Loperhet
- Maire sortant : François Collec (PS)
- 27 sièges à pourvoir au conseil municipal (population légale 2011 : 3 616 habitants)
- 3 sièges à pourvoir au conseil communautaire (CA du pays de Landerneau-Daoulas)

|                | Jean-Paul Morvan | PS             | 1 093 | 57,76  | 22 | 2 |  |  |
|                | Nathalie Godet   | SE             | 799   | 42,23  | 5  | 1 |  |  |
|                |                  |                |       |        |    |   |  |  |
| Inscrits       | Inscrits         | Inscrits       | 2 747 | 100,00 |    |   |  |  |
| Abstentions    | Abstentions      | Abstentions    | 791   | 28,80  |    |   |  |  |
| Votants        | Votants          | Votants        | 1 956 | 71,20  |    |   |  |  |
| Blancs et nuls | Blancs et nuls   | Blancs et nuls | 64    | 3,27   |    |   |  |  |
| Exprimés       | Exprimés         | Exprimés       | 1 892 | 96,73  |    |   |  |  |

### Melgven
- Maire sortant : Michelle Le Breton-Helwig (DVG)
- 23 sièges à pourvoir au conseil municipal (population légale 2011 : 3 354 habitants)
- 3 sièges à pourvoir au conseil communautaire (CA Concarneau Cornouaille Agglomération)

| Tête de liste            | Tête de liste              | Liste          | Premier tour | Premier tour | Second tour | Second tour | Sièges | Sièges |
| Tête de liste            | Tête de liste              | Liste          | Voix         | %            | Voix        | %           | CM     | CC     |
| ------------------------ | -------------------------- | -------------- | ------------ | ------------ | ----------- | ----------- | ------ | ------ |
|                          | Michelle Le Breton-Helwig* | DVG            | 881          | 48,83        | 900         | 49,36       | 18     | 2      |
|                          | Yves Jeannes               | SE             | 570          | 31,59        | 639         | 35,05       | 4      | 1      |
|                          | Sylvie Keriou              | PS             | 353          | 19,56        | 284         | 15,57       | 1      |        |
|                          |                            |                |              |              |             |             |        |        |
| Inscrits                 | Inscrits                   | Inscrits       | 2 682        | 100,00       | 2 683       | 100,00      |        |        |
| Abstentions              | Abstentions                | Abstentions    | 812          | 30,28        | 824         | 30,71       |        |        |
| Votants                  | Votants                    | Votants        | 1 870        | 69,72        | 1 859       | 69,29       |        |        |
| Blancs et nuls           | Blancs et nuls             | Blancs et nuls | 66           | 3,53         | 36          | 1,94        |        |        |
| Exprimés                 | Exprimés                   | Exprimés       | 1 804        | 96,47        | 1 823       | 98,06       |        |        |
| * Liste du maire sortant |                            |                |              |              |             |             |        |        |

### Milizac
- Maire sortant : François Guiavarc'h (DVG)
- 23 sièges à pourvoir au conseil municipal (population légale 2011 : 3 148 habitants)
- 4 sièges à pourvoir au conseil communautaire (Pays d'Iroise Communauté)

|                | Bernard Quillevere | DVG            | 1 002 | 57,48  | 18 | 3 |  |  |
|                | Jean-Paul Lea      | DVD            | 741   | 42,51  | 5  | 1 |  |  |
|                |                    |                |       |        |    |   |  |  |
| Inscrits       | Inscrits           | Inscrits       | 2 446 | 100,00 |    |   |  |  |
| Abstentions    | Abstentions        | Abstentions    | 644   | 26,33  |    |   |  |  |
| Votants        | Votants            | Votants        | 1 802 | 73,67  |    |   |  |  |
| Blancs et nuls | Blancs et nuls     | Blancs et nuls | 59    | 3,27   |    |   |  |  |
| Exprimés       | Exprimés           | Exprimés       | 1 743 | 96,73  |    |   |  |  |

### Moëlan-sur-Mer
- Maire sortant : Nicolas Morvan (PS)
- 29 sièges à pourvoir au conseil municipal (population légale 2011 : 6 981 habitants)
- 6 sièges à pourvoir au conseil communautaire (CA Quimperlé Communauté)

| Tête de liste            | Tête de liste    | Liste          | Premier tour | Premier tour | Second tour | Second tour | Sièges | Sièges |
| Tête de liste            | Tête de liste    | Liste          | Voix         | %            | Voix        | %           | CM     | CC     |
| ------------------------ | ---------------- | -------------- | ------------ | ------------ | ----------- | ----------- | ------ | ------ |
|                          | Marcel Le Pennec | DVD            | 1 331        | 32,97        | 2 420       | 56,38       | 24     | 5      |
|                          | Nicolas Morvan*  | PS             | 851          | 21,08        | 1 049       | 24,44       | 3      | 1      |
|                          | Guy Le Bloa      | UDI            | 751          | 18,60        |             |             |        |        |
|                          | Pascal Bourc'his | PCF            | 625          | 15,48        | 530         | 12,34       | 1      |        |
|                          | Alain Brochard   | DVG            | 479          | 11,86        | 293         | 6,82        | 1      |        |
|                          |                  |                |              |              |             |             |        |        |
| Inscrits                 | Inscrits         | Inscrits       | 6 068        | 100,00       | 6 068       | 100,00      |        |        |
| Abstentions              | Abstentions      | Abstentions    | 1 880        | 30,98        | 1 647       | 27,14       |        |        |
| Votants                  | Votants          | Votants        | 4 188        | 69,02        | 4 421       | 72,86       |        |        |
| Blancs et nuls           | Blancs et nuls   | Blancs et nuls | 151          | 3,61         | 129         | 2,92        |        |        |
| Exprimés                 | Exprimés         | Exprimés       | 4 037        | 96,39        | 4 292       | 97,08       |        |        |
| * Liste du maire sortant |                  |                |              |              |             |             |        |        |

### Morlaix
- Maire sortant : Agnès Le Brun (UMP)
- 33 sièges à pourvoir au conseil municipal (population légale 2011 : 15 549 habitants)
- 12 sièges à pourvoir au conseil communautaire (CA Morlaix Communauté)

| Tête de liste            | Tête de liste    | Liste          | Premier tour | Premier tour | Second tour | Second tour | Sièges | Sièges |
| Tête de liste            | Tête de liste    | Liste          | Voix         | %            | Voix        | %           | CM     | CC     |
| ------------------------ | ---------------- | -------------- | ------------ | ------------ | ----------- | ----------- | ------ | ------ |
|                          | Agnès Le Brun*   | DVD            | 2 677        | 43,09        | 3 423       | 51,82       | 25     | 9      |
|                          | Jean-Paul Vermot | PS-EELV-UDB    | 2 086        | 33,58        | 3 182       | 48,17       | 8      | 3      |
|                          | Ismaël Dupont    | FG-PCF         | 961          | 15,47        |             |             |        |        |
|                          | Georges Bohec    | FN             | 488          | 7,85         |             |             |        |        |
|                          |                  |                |              |              |             |             |        |        |
| Inscrits                 | Inscrits         | Inscrits       | 10 547       | 100,00       | 10 546      | 100,00      |        |        |
| Abstentions              | Abstentions      | Abstentions    | 4 174        | 39,58        | 3 745       | 35,51       |        |        |
| Votants                  | Votants          | Votants        | 6 373        | 60,42        | 6 801       | 64,49       |        |        |
| Blancs et nuls           | Blancs et nuls   | Blancs et nuls | 161          | 2,53         | 196         | 2,88        |        |        |
| Exprimés                 | Exprimés         | Exprimés       | 6 212        | 97,47        | 6 605       | 97,12       |        |        |
| * Liste du maire sortant |                  |                |              |              |             |             |        |        |

### Penmarch
- Maire sortant : Jacqueline Lazard (PS)
- 29 sièges à pourvoir au conseil municipal (population légale 2011 : 5 664 habitants)
- 6 sièges à pourvoir au conseil communautaire (CC du Pays Bigouden Sud)

| Tête de liste  | Tête de liste     | Liste          | Premier tour | Premier tour | Second tour | Second tour | Sièges | Sièges |
| Tête de liste  | Tête de liste     | Liste          | Voix         | %            | Voix        | %           | CM     | CC     |
| -------------- | ----------------- | -------------- | ------------ | ------------ | ----------- | ----------- | ------ | ------ |
|                | Raynald Tanter    | DVG            | 1 078        | 32,21        | 1 880       | 58,02       | 23     | 5      |
|                | Jean-Paul Stanzel | PS             | 832          | 24,86        |             |             |        |        |
|                | Bruno Cariou      | DVD            | 780          | 23,31        | 1 360       | 41,97       | 6      | 1      |
|                | Henri Dagorn      | DVD            | 656          | 19,60        |             |             |        |        |
|                |                   |                |              |              |             |             |        |        |
| Inscrits       | Inscrits          | Inscrits       | 4 791        | 100,00       | 4 792       | 100,00      |        |        |
| Abstentions    | Abstentions       | Abstentions    | 1 316        | 27,47        | 1 301       | 27,15       |        |        |
| Votants        | Votants           | Votants        | 3 475        | 72,53        | 3 491       | 72,85       |        |        |
| Blancs et nuls | Blancs et nuls    | Blancs et nuls | 129          | 3,71         | 251         | 7,19        |        |        |
| Exprimés       | Exprimés          | Exprimés       | 3 346        | 96,29        | 3 240       | 92,81       |        |        |

### Plabennec
- Maire sortant : Jean-Luc Bleunven (DVG)
- 29 sièges à pourvoir au conseil municipal (population légale 2011 : 8 244 habitants)
- 8 sièges à pourvoir au conseil communautaire (CC du pays des Abers)

|                | Marie-Annick Creac'hcadec | DVD            | 2 115 | 52,36  | 22 | 6 |  |  |
|                | Marie-Thérèse Ronvel      | DVG            | 1 924 | 47,63  | 7  | 2 |  |  |
|                |                           |                |       |        |    |   |  |  |
| Inscrits       | Inscrits                  | Inscrits       | 5 833 | 100,00 |    |   |  |  |
| Abstentions    | Abstentions               | Abstentions    | 1 618 | 27,74  |    |   |  |  |
| Votants        | Votants                   | Votants        | 4 215 | 72,26  |    |   |  |  |
| Blancs et nuls | Blancs et nuls            | Blancs et nuls | 176   | 4,18   |    |   |  |  |
| Exprimés       | Exprimés                  | Exprimés       | 4 039 | 95,82  |    |   |  |  |

### Pleyben
- Maire sortant : Annie Le Vaillant (DVD)
- 27 sièges à pourvoir au conseil municipal (population légale 2011 : 3 687 habitants)
- 9 sièges à pourvoir au conseil communautaire (CC de Pleyben-Châteaulin-Porzay)

|                          | Annie Le Vaillant* | DVD            | 1 076 | 100,00 | 27 | 9 |  |  |
|                          |                    |                |       |        |    |   |  |  |
| Inscrits                 | Inscrits           | Inscrits       | 2 592 | 100,00 |    |   |  |  |
| Abstentions              | Abstentions        | Abstentions    | 1 014 | 39,12  |    |   |  |  |
| Votants                  | Votants            | Votants        | 1 578 | 60,88  |    |   |  |  |
| Blancs et nuls           | Blancs et nuls     | Blancs et nuls | 502   | 31,81  |    |   |  |  |
| Exprimés                 | Exprimés           | Exprimés       | 1 076 | 68,19  |    |   |  |  |
| * Liste du maire sortant |                    |                |       |        |    |   |  |  |

### Pleyber-Christ
- Maire sortant : Thierry Piriou (DVG)
- 23 sièges à pourvoir au conseil municipal (population légale 2011 : 3 085 habitants)
- 3 sièges à pourvoir au conseil communautaire (CA Morlaix Communauté)

|                          | Thierry Piriou* | SE             | 958   | 100,00 | 23 | 3 |  |  |
|                          |                 |                |       |        |    |   |  |  |
| Inscrits                 | Inscrits        | Inscrits       | 2 346 | 100,00 |    |   |  |  |
| Abstentions              | Abstentions     | Abstentions    | 1 024 | 43,65  |    |   |  |  |
| Votants                  | Votants         | Votants        | 1 322 | 56,35  |    |   |  |  |
| Blancs et nuls           | Blancs et nuls  | Blancs et nuls | 364   | 27,53  |    |   |  |  |
| Exprimés                 | Exprimés        | Exprimés       | 958   | 72,47  |    |   |  |  |
| * Liste du maire sortant |                 |                |       |        |    |   |  |  |

### Plobannalec-Lesconil
- Maire sortant : Alain Lucas (MoDem)
- 23 sièges à pourvoir au conseil municipal (population légale 2011 : 3 374 habitants)
- 4 sièges à pourvoir au conseil communautaire (CC du Pays Bigouden Sud)

| Tête de liste  | Tête de liste     | Liste          | Premier tour | Premier tour | Second tour | Second tour | Sièges | Sièges |
| Tête de liste  | Tête de liste     | Liste          | Voix         | %            | Voix        | %           | CM     | CC     |
| -------------- | ----------------- | -------------- | ------------ | ------------ | ----------- | ----------- | ------ | ------ |
|                | Yannick Le Moigne | DVD            | 944          | 44,57        | 1 041       | 47,75       | 5      | 1      |
|                | Frédéric Le Loc'h | DVG            | 899          | 42,44        | 1 139       | 52,24       | 18     | 3      |
|                | Louis Guirriec    | FG             | 275          | 12,98        |             |             |        |        |
|                |                   |                |              |              |             |             |        |        |
| Inscrits       | Inscrits          | Inscrits       | 3 066        | 100,00       | 3 066       | 100,00      |        |        |
| Abstentions    | Abstentions       | Abstentions    | 862          | 28,11        | 785         | 25,60       |        |        |
| Votants        | Votants           | Votants        | 2 204        | 71,89        | 2 281       | 74,40       |        |        |
| Blancs et nuls | Blancs et nuls    | Blancs et nuls | 86           | 3,90         | 101         | 4,43        |        |        |
| Exprimés       | Exprimés          | Exprimés       | 2 118        | 96,10        | 2 180       | 95,57       |        |        |

### Plogonnec
- Maire sortant : Christian Kéribin (MoDem)
- 23 sièges à pourvoir au conseil municipal (population légale 2011 : 3 056 habitants)
- 3 sièges à pourvoir au conseil communautaire (CA Quimper Bretagne occidentale)

|                          | Christian Keribin* | MoDem          | 954   | 100,00 | 23 | 3 |  |  |
|                          |                    |                |       |        |    |   |  |  |
| Inscrits                 | Inscrits           | Inscrits       | 2 294 | 100,00 |    |   |  |  |
| Abstentions              | Abstentions        | Abstentions    | 983   | 42,85  |    |   |  |  |
| Votants                  | Votants            | Votants        | 1 311 | 57,15  |    |   |  |  |
| Blancs et nuls           | Blancs et nuls     | Blancs et nuls | 357   | 27,23  |    |   |  |  |
| Exprimés                 | Exprimés           | Exprimés       | 954   | 72,77  |    |   |  |  |
| * Liste du maire sortant |                    |                |       |        |    |   |  |  |

### Plomelin
- Maire sortant : Franck Pichon (DVD)
- 27 sièges à pourvoir au conseil municipal (population légale 2011 : 4 129 habitants)
- 4 sièges à pourvoir au conseil communautaire (CA Quimper Bretagne occidentale)

|                          | Jean-Paul Le Dantec | DVG            | 1 344 | 58,51  | 22 | 3 |  |  |
|                          | Franck Pichon*      | DVD            | 953   | 41,48  | 5  | 1 |  |  |
|                          |                     |                |       |        |    |   |  |  |
| Inscrits                 | Inscrits            | Inscrits       | 3 442 | 100,00 |    |   |  |  |
| Abstentions              | Abstentions         | Abstentions    | 1 022 | 29,69  |    |   |  |  |
| Votants                  | Votants             | Votants        | 2 420 | 70,31  |    |   |  |  |
| Blancs et nuls           | Blancs et nuls      | Blancs et nuls | 123   | 5,08   |    |   |  |  |
| Exprimés                 | Exprimés            | Exprimés       | 2 297 | 94,92  |    |   |  |  |
| * Liste du maire sortant |                     |                |       |        |    |   |  |  |

### Plomeur
- Maire sortant : Léa Laurent (UDI)
- 27 sièges à pourvoir au conseil municipal (population légale 2011 : 3 770 habitants)
- 4 sièges à pourvoir au conseil communautaire (CC du Pays Bigouden Sud)

| Tête de liste  | Tête de liste     | Liste          | Premier tour | Premier tour | Second tour | Second tour | Sièges | Sièges |
| Tête de liste  | Tête de liste     | Liste          | Voix         | %            | Voix        | %           | CM     | CC     |
| -------------- | ----------------- | -------------- | ------------ | ------------ | ----------- | ----------- | ------ | ------ |
|                | Ronan Credou      | DVD            | 953          | 43,35        | 1 060       | 47,13       | 21     | 3      |
|                | Hubert Andro      | DVD            | 732          | 33,30        | 748         | 33,25       | 4      | 1      |
|                | Valérie Le Bellec | PS-PCF-EELV    | 513          | 23,33        | 441         | 19,60       | 2      |        |
|                |                   |                |              |              |             |             |        |        |
| Inscrits       | Inscrits          | Inscrits       | 3 288        | 100,00       | 3 288       | 100,00      |        |        |
| Abstentions    | Abstentions       | Abstentions    | 1 008        | 30,66        | 994         | 30,23       |        |        |
| Votants        | Votants           | Votants        | 2 280        | 69,34        | 2 294       | 69,77       |        |        |
| Blancs et nuls | Blancs et nuls    | Blancs et nuls | 82           | 3,60         | 45          | 1,96        |        |        |
| Exprimés       | Exprimés          | Exprimés       | 2 198        | 96,40        | 2 249       | 98,04       |        |        |

### Plonéour-Lanvern
- Maire sortant : Michel Canévet (UDI)
- 29 sièges à pourvoir au conseil municipal (population légale 2011 : 5 929 habitants)
- 10 sièges à pourvoir au conseil communautaire (CC du Haut Pays Bigouden)

|                          | Michel Canévet* | UDI            | 2 166 | 67,66  | 25 | 9 |  |  |
|                          | Joëlle Kersual  | DVG            | 1 035 | 32,33  | 4  | 1 |  |  |
|                          |                 |                |       |        |    |   |  |  |
| Inscrits                 | Inscrits        | Inscrits       | 4 471 | 100,00 |    |   |  |  |
| Abstentions              | Abstentions     | Abstentions    | 1 125 | 25,16  |    |   |  |  |
| Votants                  | Votants         | Votants        | 3 346 | 74,84  |    |   |  |  |
| Blancs et nuls           | Blancs et nuls  | Blancs et nuls | 145   | 4,33   |    |   |  |  |
| Exprimés                 | Exprimés        | Exprimés       | 3 201 | 95,67  |    |   |  |  |
| * Liste du maire sortant |                 |                |       |        |    |   |  |  |

### Plouarzel
- Maire sortant : André Talarmin (UMP)
- 27 sièges à pourvoir au conseil municipal (population légale 2011 : 3 663 habitants)
- 4 sièges à pourvoir au conseil communautaire (CC Pays d'Iroise Communauté)

|                          | André Talarmin* | DVD            | 1 197 | 100,00 | 27 | 4 |  |  |
|                          |                 |                |       |        |    |   |  |  |
| Inscrits                 | Inscrits        | Inscrits       | 2 846 | 100,00 |    |   |  |  |
| Abstentions              | Abstentions     | Abstentions    | 1 274 | 44,76  |    |   |  |  |
| Votants                  | Votants         | Votants        | 1 572 | 55,24  |    |   |  |  |
| Blancs et nuls           | Blancs et nuls  | Blancs et nuls | 375   | 23,85  |    |   |  |  |
| Exprimés                 | Exprimés        | Exprimés       | 1 197 | 76,15  |    |   |  |  |
| * Liste du maire sortant |                 |                |       |        |    |   |  |  |

### Ploudalmézeau
- Maire sortant : Marguerite Lamour (UMP)
- 29 sièges à pourvoir au conseil municipal (population légale 2011 : 6 288 habitants)
- 6 sièges à pourvoir au conseil communautaire (CC Pays d'Iroise Communauté)

|                          | Marguerite Lamour* | UMP            | 2 118 | 58,99  | 23 | 5 |  |  |
|                          | René Pelleau       | DVG            | 1 205 | 33,56  | 5  | 1 |  |  |
|                          | Ronan Calvarin     | SE             | 267   | 7,43   | 1  |   |  |  |
|                          |                    |                |       |        |    |   |  |  |
| Inscrits                 | Inscrits           | Inscrits       | 4 938 | 100,00 |    |   |  |  |
| Abstentions              | Abstentions        | Abstentions    | 1 240 | 25,11  |    |   |  |  |
| Votants                  | Votants            | Votants        | 3 698 | 74,89  |    |   |  |  |
| Blancs et nuls           | Blancs et nuls     | Blancs et nuls | 108   | 2,92   |    |   |  |  |
| Exprimés                 | Exprimés           | Exprimés       | 3 590 | 97,08  |    |   |  |  |
| * Liste du maire sortant |                    |                |       |        |    |   |  |  |

### Ploudaniel
- Maire sortant : Joël Marchadour (UMP)
- 27 sièges à pourvoir au conseil municipal (population légale 2011 : 3 670 habitants)
- 5 sièges à pourvoir au conseil communautaire (CC Communauté Lesneven Côte des Légendes)

|                          | Joël Marchadour* | DVD            | 1 099 | 57,23  | 22 | 4 |  |  |
|                          | Bertrand Laot    | DVG            | 821   | 42,76  | 5  | 1 |  |  |
|                          |                  |                |       |        |    |   |  |  |
| Inscrits                 | Inscrits         | Inscrits       | 2 786 | 100,00 |    |   |  |  |
| Abstentions              | Abstentions      | Abstentions    | 791   | 28,39  |    |   |  |  |
| Votants                  | Votants          | Votants        | 1 995 | 71,61  |    |   |  |  |
| Blancs et nuls           | Blancs et nuls   | Blancs et nuls | 75    | 3,76   |    |   |  |  |
| Exprimés                 | Exprimés         | Exprimés       | 1 920 | 96,24  |    |   |  |  |
| * Liste du maire sortant |                  |                |       |        |    |   |  |  |

### Plouescat
- Maire sortant : Jean Le Duff (DVG)
- 27 sièges à pourvoir au conseil municipal (population légale 2011 : 3 603 habitants)
- 6 sièges à pourvoir au conseil communautaire (CC Haut-Léon Communauté)

| Tête de liste            | Tête de liste         | Liste          | Premier tour | Premier tour | Second tour | Second tour | Sièges | Sièges |
| Tête de liste            | Tête de liste         | Liste          | Voix         | %            | Voix        | %           | CM     | CC     |
| ------------------------ | --------------------- | -------------- | ------------ | ------------ | ----------- | ----------- | ------ | ------ |
|                          | Daniel Jacq           | MoDem          | 796          | 37,09        | 840         | 37,92       | 19     | 4      |
|                          | Jean Le Duff*         | DVG            | 688          | 32,05        | 756         | 34,13       | 4      | 1      |
|                          | Marie-Louise Ollivier | DVD            | 662          | 30,84        | 619         | 27,94       | 4      | 1      |
|                          |                       |                |              |              |             |             |        |        |
| Inscrits                 | Inscrits              | Inscrits       | 2 992        | 100,00       | 2 992       | 100,00      |        |        |
| Abstentions              | Abstentions           | Abstentions    | 794          | 26,54        | 756         | 25,27       |        |        |
| Votants                  | Votants               | Votants        | 2 198        | 73,46        | 2 236       | 74,73       |        |        |
| Blancs et nuls           | Blancs et nuls        | Blancs et nuls | 52           | 2,37         | 21          | 0,94        |        |        |
| Exprimés                 | Exprimés              | Exprimés       | 2 146        | 97,63        | 2 215       | 99,06       |        |        |
| * Liste du maire sortant |                       |                |              |              |             |             |        |        |

### Plougasnou
- Maire sortant : Yvon Tanguy (UDI)
- 23 sièges à pourvoir au conseil municipal (population légale 2011 : 3 159 habitants)
- 3 sièges à pourvoir au conseil communautaire (CA Morlaix Communauté)

| Tête de liste            | Tête de liste       | Liste          | Premier tour | Premier tour | Second tour | Second tour | Sièges | Sièges |
| Tête de liste            | Tête de liste       | Liste          | Voix         | %            | Voix        | %           | CM     | CC     |
| ------------------------ | ------------------- | -------------- | ------------ | ------------ | ----------- | ----------- | ------ | ------ |
|                          | Nathalie Bernard    | PS-EELV        | 906          | 42,43        | 1 122       | 50,04       | 18     | 2      |
|                          | Yvon Tanguy *       | UMP-UDI        | 860          | 40,28        | 1 120       | 49,95       | 5      | 1      |
|                          | François Kerdoncuff | UDI            | 369          | 17,28        |             |             |        |        |
|                          |                     |                |              |              |             |             |        |        |
| Inscrits                 | Inscrits            | Inscrits       | 2 913        | 100,00       | 2 922       | 100,00      |        |        |
| Abstentions              | Abstentions         | Abstentions    | 719          | 24,68        | 614         | 21,01       |        |        |
| Votants                  | Votants             | Votants        | 2 194        | 75,32        | 2 308       | 78,99       |        |        |
| Blancs et nuls           | Blancs et nuls      | Blancs et nuls | 59           | 2,69         | 66          | 2,86        |        |        |
| Exprimés                 | Exprimés            | Exprimés       | 2 135        | 97,31        | 2 242       | 97,14       |        |        |
| * Liste du maire sortant |                     |                |              |              |             |             |        |        |

### Plougastel-Daoulas
- Maire sortant : Dominique Cap (UMP)
- 33 sièges à pourvoir au conseil municipal (population légale 2011 : 13 264 habitants)
- 7 sièges à pourvoir au conseil communautaire (Brest Métropole)

|                               |                   |                |              |              |        |        |  |  |
| Tête de liste                 | Tête de liste     | Liste          | Premier tour | Premier tour | Sièges | Sièges |  |  |
| Tête de liste                 | Tête de liste     | Liste          | Voix         | %            | CM     | CC     |  |  |
|                               | Dominique Cap *   | DVD            | 3 408        | 50,37        | 25     | 6      |  |  |
| Plougastel en action          |                   |                | 3 408        | 50,37        | 25     | 6      |  |  |
|                               | Gisèle Le Guennec | DVG            | 2 014        | 29,77        | 5      | 1      |  |  |
| Plougastel à venir            |                   |                | 2 014        | 29,77        | 5      | 1      |  |  |
|                               | Claire Malléjac   | PS-EELV-FG     | 1 343        | 19,85        | 3      | 0      |  |  |
| Vivons Plougastel intensément |                   |                | 1 343        | 19,85        | 3      | 0      |  |  |
|                               |                   |                |              |              |        |        |  |  |
| Inscrits                      | Inscrits          | Inscrits       | 10 609       | 100,00       |        |        |  |  |
| Abstentions                   | Abstentions       | Abstentions    | 3 666        | 34,56        |        |        |  |  |
| Votants                       | Votants           | Votants        | 6 943        | 65,44        |        |        |  |  |
| Blancs et nuls                | Blancs et nuls    | Blancs et nuls | 178          | 2,56         |        |        |  |  |
| Exprimés                      | Exprimés          | Exprimés       | 6 765        | 97,44        |        |        |  |  |
| * Liste du maire sortant      |                   |                |              |              |        |        |  |  |

### Plougonvelin
- Maire sortant : Israël Bacor (DVG)
- 27 sièges à pourvoir au conseil municipal (population légale 2011 : 3 828 habitants)
- 4 sièges à pourvoir au conseil communautaire (CC Pays d'Iroise Communauté)

| Tête de liste            | Tête de liste       | Liste          | Premier tour | Premier tour | Second tour | Second tour | Sièges | Sièges |
| Tête de liste            | Tête de liste       | Liste          | Voix         | %            | Voix        | %           | CM     | CC     |
| ------------------------ | ------------------- | -------------- | ------------ | ------------ | ----------- | ----------- | ------ | ------ |
|                          | Bernard Gouerec     | DVD            | 937          | 41,18        | 1 091       | 45,78       | 20     | 3      |
|                          | Israël Bacor*       | DVG            | 924          | 40,61        | 1 088       | 45,65       | 6      | 1      |
|                          | Jean-Yves Le Borgne | UMP-UDI        | 414          | 18,19        | 204         | 8,56        | 1      |        |
|                          |                     |                |              |              |             |             |        |        |
| Inscrits                 | Inscrits            | Inscrits       | 3 170        | 100,00       | 3 170       | 100,00      |        |        |
| Abstentions              | Abstentions         | Abstentions    | 850          | 26,81        | 767         | 24,20       |        |        |
| Votants                  | Votants             | Votants        | 2 320        | 73,19        | 2 403       | 75,80       |        |        |
| Blancs et nuls           | Blancs et nuls      | Blancs et nuls | 45           | 1,94         | 20          | 0,83        |        |        |
| Exprimés                 | Exprimés            | Exprimés       | 2 275        | 98,06        | 2 383       | 99,17       |        |        |
| * Liste du maire sortant |                     |                |              |              |             |             |        |        |

### Plougonven
- Maire sortant : André Prigent (PS)
- 23 sièges à pourvoir au conseil municipal (population légale 2011 : 3 307 habitants)
- 3 sièges à pourvoir au conseil communautaire (CA Morlaix Communauté)

|                          | Yvon Le Cousse | DVD            | 956   | 56,63  | 18 | 2 |  |  |
|                          | André Prigent* | PS             | 732   | 43,36  | 5  | 1 |  |  |
|                          |                |                |       |        |    |   |  |  |
| Inscrits                 | Inscrits       | Inscrits       | 2 627 | 100,00 |    |   |  |  |
| Abstentions              | Abstentions    | Abstentions    | 787   | 29,96  |    |   |  |  |
| Votants                  | Votants        | Votants        | 1 840 | 70,04  |    |   |  |  |
| Blancs et nuls           | Blancs et nuls | Blancs et nuls | 152   | 8,26   |    |   |  |  |
| Exprimés                 | Exprimés       | Exprimés       | 1 688 | 91,74  |    |   |  |  |
| * Liste du maire sortant |                |                |       |        |    |   |  |  |

### Plouguerneau
- Maire sortant : André Lesven (MoDem)
- 29 sièges à pourvoir au conseil municipal (population légale 2011 : 6 373 habitants)
- 6 sièges à pourvoir au conseil communautaire (CC du pays des Abers)

| Tête de liste            | Tête de liste    | Liste          | Premier tour | Premier tour | Second tour | Second tour | Sièges | Sièges |
| Tête de liste            | Tête de liste    | Liste          | Voix         | %            | Voix        | %           | CM     | CC     |
| ------------------------ | ---------------- | -------------- | ------------ | ------------ | ----------- | ----------- | ------ | ------ |
|                          | Yannig Robin     | DVG-EELV-PS    | 1 413        | 36,86        | 1 784       | 43,45       | 21     | 5      |
|                          | Christian Mouton | DVD            | 1 382        | 36,05        | 1 442       | 35,12       | 5      | 1      |
|                          | André Lesven *   | DVD (ex-MoDem) | 1 038        | 27,08        | 879         | 21,41       | 3      |        |
|                          |                  |                |              |              |             |             |        |        |
| Inscrits                 | Inscrits         | Inscrits       | 5 461        | 100,00       | 5 461       | 100,00      |        |        |
| Abstentions              | Abstentions      | Abstentions    | 1 543        | 28,25        | 1 309       | 23,97       |        |        |
| Votants                  | Votants          | Votants        | 3 918        | 71,75        | 4 152       | 76,03       |        |        |
| Blancs et nuls           | Blancs et nuls   | Blancs et nuls | 85           | 2,17         | 47          | 1,13        |        |        |
| Exprimés                 | Exprimés         | Exprimés       | 3 833        | 97,83        | 4 105       | 98,87       |        |        |
| * Liste du maire sortant |                  |                |              |              |             |             |        |        |

### Plouhinec
- Maire sortant : Jean-Claude Hamon (DVD)
- 27 sièges à pourvoir au conseil municipal (population légale 2011 : 4 114 habitants)
- 8 sièges à pourvoir au conseil communautaire (CC Cap Sizun - Pointe du Raz)

| Tête de liste            | Tête de liste      | Liste          | Premier tour | Premier tour | Second tour | Second tour | Sièges | Sièges |
| Tête de liste            | Tête de liste      | Liste          | Voix         | %            | Voix        | %           | CM     | CC     |
| ------------------------ | ------------------ | -------------- | ------------ | ------------ | ----------- | ----------- | ------ | ------ |
|                          | Jean-Claude Hamon* | DVD            | 1 229        | 47,54        | 1 337       | 49,15       | 6      | 2      |
|                          | Bruno Le Port      | DVD            | 850          | 32,88        | 1 383       | 50,84       | 21     | 6      |
|                          | Jacques Paul       | PS             | 506          | 19,57        |             |             |        |        |
|                          |                    |                |              |              |             |             |        |        |
| Inscrits                 | Inscrits           | Inscrits       | 3 655        | 100,00       | 3 655       | 100,00      |        |        |
| Abstentions              | Abstentions        | Abstentions    | 993          | 27,17        | 843         | 23,06       |        |        |
| Votants                  | Votants            | Votants        | 2 662        | 72,83        | 2 812       | 76,94       |        |        |
| Blancs et nuls           | Blancs et nuls     | Blancs et nuls | 77           | 2,89         | 92          | 3,27        |        |        |
| Exprimés                 | Exprimés           | Exprimés       | 2 585        | 97,11        | 2 720       | 96,73       |        |        |
| * Liste du maire sortant |                    |                |              |              |             |             |        |        |

### Plouigneau
- Maire sortant : Rolande Le Houérou (DVD)
- 27 sièges à pourvoir au conseil municipal (population légale 2011 : 4 799 habitants)
- 4 sièges à pourvoir au conseil communautaire (CA Morlaix Communauté)

| Tête de liste            | Tête de liste       | Liste          | Premier tour | Premier tour | Second tour | Second tour | Sièges | Sièges |  |
| Tête de liste            | Tête de liste       | Liste          | Voix         | %            | Voix        | %           | CM     | CC     |  |
| ------------------------ | ------------------- | -------------- | ------------ | ------------ | ----------- | ----------- | ------ | ------ |  |
|                          | Rolande Le Houérou* | DVD            | 1 205        | 47,72        | 1 384       | 51,31       | 21     | 3      |  |
|                          | Joëlle Huon         | GRAM-PS        | 1 037        | 41.06        | 1 313       | 48.68       | 6      | 1      |  |
|                          | Jean-François Huon  | FG-PCF         | 283          | 11,20        | 1 313       | 48.68       | 6      | 1      |  |
|                          |                     |                |              |              |             |             |        |        |  |
| Inscrits                 | Inscrits            | Inscrits       | 3 653        | 100,00       | 3 652       | 100,00      | 27     |        |  |
| Abstentions              | Abstentions         | Abstentions    | 1 047        | 28,66        | 900         | 24,64       |        |        |  |
| Votants                  | Votants             | Votants        | 2 606        | 71,34        | 2 752       | 75,36       |        |        |  |
| Blancs et nuls           | Blancs et nuls      | Blancs et nuls | 81           | 3,11         | 55          | 2,00        |        |        |  |
| Exprimés                 | Exprimés            | Exprimés       | 2 525        | 96,89        | 2 697       | 98,00       |        |        |  |
| * Liste du maire sortant |                     |                |              |              |             |             |        |        |  |

### Plourin-lès-Morlaix
- Maire sortant : Jacques Brigant (PS)
- 27 sièges à pourvoir au conseil municipal (population légale 2011 : 4 372 habitants)
- 4 sièges à pourvoir au conseil communautaire (CA Morlaix Communauté)

|                | Guy Pennec     | PS-PCF-EELV    | 1 428 | 100,00 | 27 | 4 |  |  |
|                |                |                |       |        |    |   |  |  |
| Inscrits       | Inscrits       | Inscrits       | 3 294 | 100,00 |    |   |  |  |
| Abstentions    | Abstentions    | Abstentions    | 1 381 | 41,92  |    |   |  |  |
| Votants        | Votants        | Votants        | 1 913 | 58,08  |    |   |  |  |
| Blancs et nuls | Blancs et nuls | Blancs et nuls | 485   | 25,35  |    |   |  |  |
| Exprimés       | Exprimés       | Exprimés       | 1 428 | 74,65  |    |   |  |  |

### Plouvien
- Maire sortant : Christian Calvez (DVD)
- 27 sièges à pourvoir au conseil municipal (population légale 2011 : 3 700 habitants)
- 4 sièges à pourvoir au conseil communautaire (CC du pays des Abers)

|                          | Christian Calvez* | DVD            | 1 537 | 100,00 | 27 | 4 |  |  |
|                          |                   |                |       |        |    |   |  |  |
| Inscrits                 | Inscrits          | Inscrits       | 2 704 | 100,00 |    |   |  |  |
| Abstentions              | Abstentions       | Abstentions    | 923   | 34,13  |    |   |  |  |
| Votants                  | Votants           | Votants        | 1 781 | 65,87  |    |   |  |  |
| Blancs et nuls           | Blancs et nuls    | Blancs et nuls | 244   | 13,70  |    |   |  |  |
| Exprimés                 | Exprimés          | Exprimés       | 1 537 | 86,30  |    |   |  |  |
| * Liste du maire sortant |                   |                |       |        |    |   |  |  |

### Plouzané
- Maire sortant : Bernard Rioual (PS)
- 33 sièges à pourvoir au conseil municipal (population légale 2011 : 11 928 habitants)
- 6 sièges à pourvoir au conseil communautaire (Brest Métropole)

|                          | Bernard Rioual* | PS-PCF-EELV    | 2 917 | 51,73  | 25 | 5 |  |  |
|                          | Yves Du Buit    | UDI-UMP        | 2 721 | 48,26  | 8  | 1 |  |  |
|                          |                 |                |       |        |    |   |  |  |
| Inscrits                 | Inscrits        | Inscrits       | 9 834 | 100,00 |    |   |  |  |
| Abstentions              | Abstentions     | Abstentions    | 3 914 | 39,80  |    |   |  |  |
| Votants                  | Votants         | Votants        | 5 920 | 60,20  |    |   |  |  |
| Blancs et nuls           | Blancs et nuls  | Blancs et nuls | 282   | 4,76   |    |   |  |  |
| Exprimés                 | Exprimés        | Exprimés       | 5 638 | 95,24  |    |   |  |  |
| * Liste du maire sortant |                 |                |       |        |    |   |  |  |

### Pluguffan
- Maire sortant : Dominique Closier (PS)
- 27 sièges à pourvoir au conseil municipal (population légale 2011 : 3 616 habitants)
- 3 sièges à pourvoir au conseil communautaire (CA Quimper Bretagne occidentale)

|                | Alain Decourchelle | DVD            | 1 266 | 61,72  | 22 | 2 |  |  |
|                | Gaëlle Le Cam      | PS-PCF-EELV    | 785   | 38,27  | 5  | 1 |  |  |
|                |                    |                |       |        |    |   |  |  |
| Inscrits       | Inscrits           | Inscrits       | 2 893 | 100,00 |    |   |  |  |
| Abstentions    | Abstentions        | Abstentions    | 722   | 24,96  |    |   |  |  |
| Votants        | Votants            | Votants        | 2 171 | 75,04  |    |   |  |  |
| Blancs et nuls | Blancs et nuls     | Blancs et nuls | 120   | 5,53   |    |   |  |  |
| Exprimés       | Exprimés           | Exprimés       | 2 051 | 94,47  |    |   |  |  |

### Pont-de-Buis-lès-Quimerch
- Maire sortant : Roger Mellouët (PS)
- 27 sièges à pourvoir au conseil municipal (population légale 2011 : 3 887 habitants)
- 11 sièges à pourvoir au conseil communautaire (CC Presqu'île de Crozon-Aulne maritime)

|                          | Roger Mellouët* | PS             | 952   | 54,21  | 21 | 9 |  |  |
|                          | Annaïck Denes   | DVD            | 804   | 45,78  | 6  | 2 |  |  |
|                          |                 |                |       |        |    |   |  |  |
| Inscrits                 | Inscrits        | Inscrits       | 2 718 | 100,00 |    |   |  |  |
| Abstentions              | Abstentions     | Abstentions    | 883   | 32,49  |    |   |  |  |
| Votants                  | Votants         | Votants        | 1 835 | 67,51  |    |   |  |  |
| Blancs et nuls           | Blancs et nuls  | Blancs et nuls | 79    | 4,31   |    |   |  |  |
| Exprimés                 | Exprimés        | Exprimés       | 1 756 | 95,69  |    |   |  |  |
| * Liste du maire sortant |                 |                |       |        |    |   |  |  |

### Pont-l'Abbé
- Maire sortant : Daniel Couïc (PS)
- 29 sièges à pourvoir au conseil municipal (population légale 2011 : 8 432 habitants)
- 8 sièges à pourvoir au conseil communautaire (CC du Pays Bigouden Sud)

| Tête de liste            | Tête de liste      | Liste          | Premier tour | Premier tour | Second tour | Second tour | Sièges | Sièges |
| Tête de liste            | Tête de liste      | Liste          | Voix         | %            | Voix        | %           | CM     | CC     |
| ------------------------ | ------------------ | -------------- | ------------ | ------------ | ----------- | ----------- | ------ | ------ |
|                          | Thierry Mavic      | UMP-UDI-MoDem  | 2 007        | 48,03        | 2 455       | 58,48       | 23     | 6      |
|                          | Daniel Couïc *     | PS             | 1 368        | 32,74        | 1 743       | 41,51       | 6      | 2      |
|                          | Véronique Blanchet | PCF-FG         | 489          | 11,70        |             |             |        |        |
|                          | Janick Moriceau    | EELV           | 314          | 7,51         |             |             |        |        |
|                          |                    |                |              |              |             |             |        |        |
| Inscrits                 | Inscrits           | Inscrits       | 6 739        | 100,00       | 6 739       | 100,00      |        |        |
| Abstentions              | Abstentions        | Abstentions    | 2 375        | 35,24        | 2 256       | 33,48       |        |        |
| Votants                  | Votants            | Votants        | 4 364        | 64,76        | 4 483       | 66,52       |        |        |
| Blancs et nuls           | Blancs et nuls     | Blancs et nuls | 186          | 4,26         | 285         | 6,36        |        |        |
| Exprimés                 | Exprimés           | Exprimés       | 4 178        | 95,74        | 4 198       | 93,64       |        |        |
| * Liste du maire sortant |                    |                |              |              |             |             |        |        |

### Quimper
- Maire sortant : Bernard Poignant (PS)
- 49 sièges à pourvoir au conseil municipal (population légale 2011 : 63 235 habitants)
- 22 sièges à pourvoir au conseil communautaire (CA Quimper Bretagne occidentale)

| Tête de liste              | Tête de liste          | Liste          | Premier tour | Premier tour | Second tour | Second tour | Sièges | Sièges |
| Tête de liste              | Tête de liste          | Liste          | Voix         | %            | Voix        | %           | CM     | CC     |
| -------------------------- | ---------------------- | -------------- | ------------ | ------------ | ----------- | ----------- | ------ | ------ |
|                            | Ludovic Jolivet        | UMP-UDI        | 7 264        | 29,31        | 14 772      | 56,65       | 39     | 17     |
| Osons Quimper !            |                        |                | 7 264        | 29,31        | 14 772      | 56,65       | 39     | 17     |
|                            | Bernard Poignant *     | PS-PCF-PRG-DVG | 6 915        | 27,90        | 11 303      | 43,34       | 10     | 5      |
| Quimper pour vous          |                        |                | 6 915        | 27,90        | 11 303      | 43,34       | 10     | 5      |
|                            | Isabelle Le Bal        | MoDem          | 3 700        | 14,93        |             |             |        |        |
| Quimper Viva'cité          |                        |                | 3 700        | 14,93        |             |             |        |        |
|                            | Alain Delgrange        | FN             | 2 086        | 8,41         |             |             |        |        |
| Quimper Bleu marine        |                        |                | 2 086        | 8,41         |             |             |        |        |
|                            | Daniel Le Bigot        | EELV           | 1 882        | 7,59         |             |             |        |        |
| Kemper l'écologie à gauche |                        |                | 1 882        | 7,59         |             |             |        |        |
|                            | Naïg Le Gars           | UDB            | 1 501        | 6,05         |             |             |        |        |
| Vivre Kemper               |                        |                | 1 501        | 6,05         |             |             |        |        |
|                            | Patryk Szczepankiewicz | PG-NPA         | 1 430        | 5,77         |             |             |        |        |
| Osons la démocratie        |                        |                | 1 430        | 5,77         |             |             |        |        |
|                            |                        |                |              |              |             |             |        |        |
| Inscrits                   | Inscrits               | Inscrits       | 43 318       | 100,00       | 43 320      | 100,00      |        |        |
| Abstentions                | Abstentions            | Abstentions    | 17 482       | 40,36        | 15 516      | 35,82       |        |        |
| Votants                    | Votants                | Votants        | 25 836       | 59,64        | 27 804      | 64,18       |        |        |
| Blancs et nuls             | Blancs et nuls         | Blancs et nuls | 1 058        | 4,10         | 1 729       | 6,22        |        |        |
| Exprimés                   | Exprimés               | Exprimés       | 24 778       | 95,90        | 26 075      | 93,78       |        |        |
| * Liste du maire sortant   |                        |                |              |              |             |             |        |        |

### Quimperlé
- Maire sortant : Alain Pennec (SE)
- 33 sièges à pourvoir au conseil municipal (population légale 2011 : 12 156 habitants)
- 9 sièges à pourvoir au conseil communautaire (CA Quimperlé Communauté)

| Tête de liste  | Tête de liste   | Liste          | Premier tour | Premier tour | Second tour | Second tour | Sièges | Sièges |
| Tête de liste  | Tête de liste   | Liste          | Voix         | %            | Voix        | %           | CM     | CC     |
| -------------- | --------------- | -------------- | ------------ | ------------ | ----------- | ----------- | ------ | ------ |
|                | Michaël Quernez | PS-EELV-UDB    | 2 110        | 40,99        | 2 923       | 54,06       | 26     | 7      |
|                | Erwan Balanant  | MoDem          | 1 404        | 27,27        | 2 483       | 45,93       | 7      | 2      |
|                | Alain Kerhervé  | DVD            | 1 263        | 24,53        |             |             |        |        |
|                | Didier Quémat   | FG             | 370          | 7,18         |             |             |        |        |
|                |                 |                |              |              |             |             |        |        |
| Inscrits       | Inscrits        | Inscrits       | 8 852        | 100,00       | 8 848       | 100,00      |        |        |
| Abstentions    | Abstentions     | Abstentions    | 3 460        | 39,09        | 3 184       | 35,99       |        |        |
| Votants        | Votants         | Votants        | 5 392        | 60,91        | 5 664       | 64,01       |        |        |
| Blancs et nuls | Blancs et nuls  | Blancs et nuls | 245          | 4,54         | 258         | 4,56        |        |        |
| Exprimés       | Exprimés        | Exprimés       | 5 147        | 95,46        | 5 406       | 95,44       |        |        |

### Riec-sur-Bélon
- Maire sortant : Sébastien Miossec (DVG)
- 27 sièges à pourvoir au conseil municipal (population légale 2011 : 4 115 habitants)
- 4 sièges à pourvoir au conseil communautaire (CA Quimperlé Communauté)

|                          | Sébastien Miossec* | PS             | 1 538 | 66,81  | 23 | 4 |  |  |
|                          | Gérard Robert      | DVD            | 764   | 33,18  | 4  |   |  |  |
|                          |                    |                |       |        |    |   |  |  |
| Inscrits                 | Inscrits           | Inscrits       | 3 714 | 100,00 |    |   |  |  |
| Abstentions              | Abstentions        | Abstentions    | 1 195 | 32,18  |    |   |  |  |
| Votants                  | Votants            | Votants        | 2 519 | 67,82  |    |   |  |  |
| Blancs et nuls           | Blancs et nuls     | Blancs et nuls | 217   | 8,61   |    |   |  |  |
| Exprimés                 | Exprimés           | Exprimés       | 2 302 | 91,39  |    |   |  |  |
| * Liste du maire sortant |                    |                |       |        |    |   |  |  |

### Roscoff
- Maire sortant : Joseph Séïté (DVD)
- 27 sièges à pourvoir au conseil municipal (population légale 2011 : 3 594 habitants)
- 5 sièges à pourvoir au conseil communautaire (CC Haut-Léon Communauté)

|                          | Joseph Séïté*              | DVD            | 1 137 | 55,59  | 22 | 4 |  |  |
|                          | Anne-Marie Guyader-Denieul | SE             | 656   | 32,07  | 4  | 1 |  |  |
|                          | Stéphane Audic             | PS-PCF-EELV    | 252   | 12,32  | 1  |   |  |  |
|                          |                            |                |       |        |    |   |  |  |
| Inscrits                 | Inscrits                   | Inscrits       | 2 993 | 100,00 |    |   |  |  |
| Abstentions              | Abstentions                | Abstentions    | 839   | 28,03  |    |   |  |  |
| Votants                  | Votants                    | Votants        | 2 154 | 71,97  |    |   |  |  |
| Blancs et nuls           | Blancs et nuls             | Blancs et nuls | 109   | 5,06   |    |   |  |  |
| Exprimés                 | Exprimés                   | Exprimés       | 2 045 | 94,94  |    |   |  |  |
| * Liste du maire sortant |                            |                |       |        |    |   |  |  |

### Rosporden
- Maire sortant : Gilbert Monfort (PS)
- 29 sièges à pourvoir au conseil municipal (population légale 2011 : 7 334 habitants)
- 6 sièges à pourvoir au conseil communautaire (CA Concarneau Cornouaille Agglomération)

| Tête de liste  | Tête de liste        | Liste          | Premier tour | Premier tour | Second tour | Second tour | Sièges | Sièges |
| Tête de liste  | Tête de liste        | Liste          | Voix         | %            | Voix        | %           | CM     | CC     |
| -------------- | -------------------- | -------------- | ------------ | ------------ | ----------- | ----------- | ------ | ------ |
|                | Christine Le Tennier | DVD            | 1 820        | 49,13        | 2 314       | 58,73       | 23     | 5      |
|                | Michel Loussouarn    | PS-PCF-EELV    | 1 367        | 36,90        | 1 626       | 41,26       | 6      | 1      |
|                | Jacques Rannou       | PCF            | 517          | 13,95        |             |             |        |        |
|                |                      |                |              |              |             |             |        |        |
| Inscrits       | Inscrits             | Inscrits       | 5 616        | 100,00       | 5 616       | 100,00      |        |        |
| Abstentions    | Abstentions          | Abstentions    | 1 810        | 32,23        | 1 562       | 27,81       |        |        |
| Votants        | Votants              | Votants        | 3 806        | 67,77        | 4 054       | 72,19       |        |        |
| Blancs et nuls | Blancs et nuls       | Blancs et nuls | 102          | 2,68         | 114         | 2,81        |        |        |
| Exprimés       | Exprimés             | Exprimés       | 3 704        | 97,32        | 3 940       | 97,19       |        |        |

### Saint-Évarzec
- Maire sortant : André Guillou (DVD)
- 27 sièges à pourvoir au conseil municipal (population légale 2011 : 3 539 habitants)
- 5 sièges à pourvoir au conseil communautaire (CC du Pays fouesnantais)

|                          | André Guillou*   | DVD            | 1 112 | 56,41  | 21 | 5 |  |  |
|                          | Jérôme Gourmelen | PS             | 437   | 22,17  | 3  |   |  |  |
|                          | René Rocuet      | DVD            | 422   | 21,41  | 3  |   |  |  |
|                          |                  |                |       |        |    |   |  |  |
| Inscrits                 | Inscrits         | Inscrits       | 2 877 | 100,00 |    |   |  |  |
| Abstentions              | Abstentions      | Abstentions    | 849   | 29,51  |    |   |  |  |
| Votants                  | Votants          | Votants        | 2 028 | 70,49  |    |   |  |  |
| Blancs et nuls           | Blancs et nuls   | Blancs et nuls | 57    | 2,81   |    |   |  |  |
| Exprimés                 | Exprimés         | Exprimés       | 1 971 | 97,19  |    |   |  |  |
| * Liste du maire sortant |                  |                |       |        |    |   |  |  |

### Saint-Martin-des-Champs
- Maire sortant : René Fily (PS)
- 27 sièges à pourvoir au conseil municipal (population légale 2011 : 4 714 habitants)
- 4 sièges à pourvoir au conseil communautaire (CA Morlaix Communauté)

|                | François Hamon       | PS             | 1 270 | 56,34  | 22 | 3 |  |  |
|                | Pierre Madec         | UMP-UDI        | 741   | 32,87  | 4  | 1 |  |  |
|                | Jeanne-Gisèle Floc'h | DVG            | 243   | 10,78  | 1  |   |  |  |
|                |                      |                |       |        |    |   |  |  |
| Inscrits       | Inscrits             | Inscrits       | 3 681 | 100,00 |    |   |  |  |
| Abstentions    | Abstentions          | Abstentions    | 1 333 | 36,21  |    |   |  |  |
| Votants        | Votants              | Votants        | 2 348 | 63,79  |    |   |  |  |
| Blancs et nuls | Blancs et nuls       | Blancs et nuls | 94    | 4,00   |    |   |  |  |
| Exprimés       | Exprimés             | Exprimés       | 2 254 | 96,00  |    |   |  |  |

### Saint-Pol-de-Léon
- Maire sortant : Nicolas Floc'h (DVD)
- 29 sièges à pourvoir au conseil municipal (population légale 2011 : 6 804 habitants)
- 8 sièges à pourvoir au conseil communautaire (CC Haut-Léon Communauté)

|                          | Nicolas Floc'h * | DVD            | 2 311 | 71,02  | 25 | 7 |  |  |
|                          | Bernard Simon    | DVG            | 943   | 28,97  | 4  | 1 |  |  |
|                          |                  |                |       |        |    |   |  |  |
| Inscrits                 | Inscrits         | Inscrits       | 5 352 | 100,00 |    |   |  |  |
| Abstentions              | Abstentions      | Abstentions    | 1 933 | 36,12  |    |   |  |  |
| Votants                  | Votants          | Votants        | 3 419 | 63,88  |    |   |  |  |
| Blancs et nuls           | Blancs et nuls   | Blancs et nuls | 165   | 4,83   |    |   |  |  |
| Exprimés                 | Exprimés         | Exprimés       | 3 254 | 95,17  |    |   |  |  |
| * Liste du maire sortant |                  |                |       |        |    |   |  |  |

### Saint-Renan
- Maire sortant : Bernard Foricher (DVD)
- 29 sièges à pourvoir au conseil municipal (population légale 2011 : 7 612 habitants)
- 7 sièges à pourvoir au conseil communautaire (CC Pays d'Iroise Communauté)

| Tête de liste  | Tête de liste    | Liste          | Premier tour | Premier tour | Second tour | Second tour | Sièges | Sièges |
| Tête de liste  | Tête de liste    | Liste          | Voix         | %            | Voix        | %           | CM     | CC     |
| -------------- | ---------------- | -------------- | ------------ | ------------ | ----------- | ----------- | ------ | ------ |
|                | Gilles Mounier   | DVD            | 1 577        | 39,52        | 1 668       | 40,36       | 21     | 5      |
|                | Marc Senant      | DVG            | 1 410        | 35,33        | 1 556       | 37,65       | 5      | 1      |
|                | Nicole Castelain | DVD            | 1 003        | 25,13        | 908         | 21,97       | 3      | 1      |
|                |                  |                |              |              |             |             |        |        |
| Inscrits       | Inscrits         | Inscrits       | 6 018        | 100,00       | 6 018       | 100,00      |        |        |
| Abstentions    | Abstentions      | Abstentions    | 1 955        | 32,49        | 1 832       | 30,44       |        |        |
| Votants        | Votants          | Votants        | 4 063        | 67,51        | 4 186       | 69,56       |        |        |
| Blancs et nuls | Blancs et nuls   | Blancs et nuls | 73           | 1,80         | 54          | 1,29        |        |        |
| Exprimés       | Exprimés         | Exprimés       | 3 990        | 98,20        | 4 132       | 98,71       |        |        |

### Scaër
- Maire sortant : Paulette Perez (DVG)
- 29 sièges à pourvoir au conseil municipal (population légale 2011 : 5 331 habitants)
- 4 sièges à pourvoir au conseil communautaire (CA Quimperlé Communauté)

|                          | Jean-Yves Le Goff | DVD            | 1 443 | 50,73  | 22 | 3 |  |  |
|                          | Pierre Cavret     | PS             | 839   | 29,50  | 4  | 1 |  |  |
|                          | Paulette Pérez*   | PS-PCF-EELV    | 562   | 19,76  | 3  |   |  |  |
|                          |                   |                |       |        |    |   |  |  |
| Inscrits                 | Inscrits          | Inscrits       | 4 304 | 100,00 |    |   |  |  |
| Abstentions              | Abstentions       | Abstentions    | 1 259 | 29,25  |    |   |  |  |
| Votants                  | Votants           | Votants        | 3 045 | 70,75  |    |   |  |  |
| Blancs et nuls           | Blancs et nuls    | Blancs et nuls | 201   | 6,60   |    |   |  |  |
| Exprimés                 | Exprimés          | Exprimés       | 2 844 | 93,40  |    |   |  |  |
| * Liste du maire sortant |                   |                |       |        |    |   |  |  |

### Trégunc
- Maire sortant : Jean-Claude Sacré (PS)
- 29 sièges à pourvoir au conseil municipal (population légale 2011 : 6 905 habitants)
- 6 sièges à pourvoir au conseil communautaire (CA Concarneau Cornouaille Agglomération)

|                | Olivier Bellec      | PS             | 2 423 | 61,01  | 24 | 5 |  |  |
|                | Brigitte Bandzwolek | DVD            | 1 548 | 38,98  | 5  | 1 |  |  |
|                |                     |                |       |        |    |   |  |  |
| Inscrits       | Inscrits            | Inscrits       | 6 250 | 100,00 |    |   |  |  |
| Abstentions    | Abstentions         | Abstentions    | 2 049 | 32,78  |    |   |  |  |
| Votants        | Votants             | Votants        | 4 201 | 67,22  |    |   |  |  |
| Blancs et nuls | Blancs et nuls      | Blancs et nuls | 230   | 5,47   |    |   |  |  |
| Exprimés       | Exprimés            | Exprimés       | 3 971 | 94,53  |    |   |  |  |